# Menonitas en Argentina
Los menonitas de Argentina son descendientes de los menonitas germanos asentados en el Imperio ruso y desde entonces conocidos como menonitas de Rusia. Estos menonitas (que se originaron en Holanda y el norte de Alemania y estaban asentados en el delta del río Vístula, en Prusia Occidental -actual Polonia- desde el siglo XVI) llegaron a Rusia como resultado de las invitaciones a poblar que les hiciera la emperatriz Catalina II "La Grande" de Rusia, tanto a ellos como a otros alemanes (no menonitas, los cuales desde entonces serían conocidos como alemanes de Rusia). Sin embargo, desde su partida de Rusia hasta su radicación en Argentina, vivieron en otros países, siempre en busca de lugares donde puedan conservar sus tradiciones.
Algunas familias de menonitas de Rusia llegaron a la Argentina desde México, pero también de Belice, Paraguay y Bolivia, los cuales, a su vez, habían estado previamente en Canadá o Estados Unidos (y anteriormente habían estado en Rusia). Asimismo, los últimos menonitas de Rusia que se radicaron en Canadá, tuvieron un breve paso por Alemania y luego partieron hacia su nuevo país.

## Historia
Entre los cristianos (que a comienzos del 1500 eran todos católicos), las ideas de que el catolicismo era perfectible ya que presentaba una gran cantidad de políticas emanadas desde la mera ideología o conveniencia de los hombres de su momento, y no necesariamente desde las revelaciones divinas (el Nuevo Testamento), empezaron a crecer y se materializaron en la figura protestante del profesor en teología Martín Lutero. En su momento, el protestantismo, que no pretendía dejar de ser católico, reclamaba cuestiones tan básicas como que las misas católicas pudieran darse en un idioma que la gente entendiera (se daban en latín aunque la gente no entendiera nada) y querían traducir la Biblia a los diversos idiomas de las naciones, algo a lo que los líderes de la Iglesia católica se negaban. Si bien con el correr de los siglos, la Iglesia católica finalmente terminó introduciendo varios de esos mismos cambios en su seno, ya hacía siglos que había provocado una gran pérdida de fieles, los cuales debieron iniciar el cristianismo protestante.
Otro de los reclamos de Lutero era que, a su entender, la Iglesia debía terminar con las "indulgencias" que otorgaba el Papa a cambio de dinero. La doctrina católica sostenía que a través de esos honorarios pagados al Papa se podía recibir la reducción de la pena en el purgatorio. De acuerdo a Lutero, esto representaba una corrupción inaceptable mediante la cual cualquiera podía hacer la aberración más grande que total la tapaba con dinero. Por eso, en 1517, Martín Lutero pegó en la puerta de la Iglesia de Todos los Santos de la ciudad de Wittenberg, en Alemania, las que se conocieron como "Las noventa y cinco tesis", un cuestionamiento a la corrupción. Así, se podría decir que el protestantismo representó una revolución progresista en su tiempo dentro de lo que era el cristianismo de entonces.
Sin embargo, sus cuestionamientos no generaron una evolución de la Iglesia católica como él pretendía, sino un cisma, dado que la Iglesia católica no estaba de acuerdo en cambiar. Además, pronto surgieron más objeciones que las que planteaba Martín Lutero. Por ejemplo, Martín Lutero estaba de acuerdo con el bautismo infantil de la Iglesia católica. En cambio, en Suiza otros comenzaron a pensar que el verdadero valor del bautismo no se daría por imposición a un ser que aún carece de discernimiento respecto a la dimensión del bautismo en sí. Lo mejor, según ellos, sería bautizar a las personas cuando fueran mayores (18 años), momento en el cual elegirían a Cristo por convicción genuina. En otras palabras, su voluntad ya no estaría viciada, y por tanto el bautismo tendría verdadero valor.
En Suiza se estaba llevando a cabo la Reforma propuesta por Lutero bajo el liderazgo de Ulrico Zuinglio y el ayuntamiento de Zúrich. Zwinglio era mucho más radical que Lutero en su programa de reformas. Lutero desechaba únicamente las doctrinas y prácticas de la Iglesia católica que eran abiertamente opuestas a la Biblia. Zwinglio, en cambio, estaba dispuesto a eliminar toda enseñanza y toda ceremonia que no estuviese expresamente fundada en las Sagradas Escrituras. Aun así, Conrad Grebel, Felix Manz y otros asociados de Zuinglio no sintieron que la Reforma estaba yendo lo suficientemente lejos. Propusieron además acabar con el impuesto del diezmo, la usura y el servicio militar, ya que así se entrenaba a la gente para provocar la guerra (lo que se opone a la no violencia predicada por Jesús). Además, algunos de ellos querían una iglesia totalmente autónoma, libre de la interferencia del gobierno, ya que la experiencia había demostrado que el poderío de los monarcas o reinos de entonces también influía en las políticas que tomara la Iglesia (generando todavía más corrupción que la denunciada por Lutero). Así, en 1525 surgieron, durante la Reforma protestante, los anabaptistas (nombre que hace referencia al bautismo). O sea, los que proponían que el bautismo fuera en la edad adulta, entre otras cosas. "Ana" significa "otra vez" en griego, es decir, bautizados otra vez. Se los llamó así en referencia a que estos suizos se volvieron a bautizar entre ellos para que el bautismo fuera por elección y por verdadera Fe en Cristo. Ese primer grupo de suizos que se separó de Zuinglio y se volvió a bautizar fue conocido como "Hermanos suizos" (en alemán: Schweizer Brüder o Schweizer Täufer).
Mientras se estaba llevando a cabo la Reforma protestante, estas ideas anabaptistas pronto se extendieron a los Países Bajos (especialmente Frisia y Flandes) y el norte de Alemania (Frisia oriental y Holstein). En los primeros tiempos, Menno Simons, originalmente un sacerdote católico, se enteró del movimiento anabaptista, los planteos le parecieron coherentes, y entonces comenzó a repensar su Fe. De hecho, comenzó a examinar nuevamente las Escrituras sin encontrar argumentos para sustentar el bautismo de niños. Más aún, para Simons el pedobaptismo o bautismo de niños violentaba la sangre de Cristo, ya que gracias a su muerte se eliminaron todos los pecados del mundo, incluido el pecado original. La idea de bautizar a un niño para quitar el "pecado original" era por tanto un volver a empezar. En cambio, el bautismo como manifestación consciente de la fe (en la adultez), sería un compromiso individual de alejarse del pecado y de la vida mundana. De esta manera, liberaría al individuo de sus pecados personales. Menno también halló dudas en torno a la Transubstanciación, señalando que la Iglesia también erraba con respecto a ese tema, ya que a eso sí se lo debía tomar en modo metafórico. Desde entonces, sus seguidores fueron conocidos como los "seguidores de Menno" al principio, y luego simplemente como "menonitas".
Sin embargo, el clima de entonces distaba mucho del pluralismo religioso que hoy se vive en muchos países. Los anabaptistas fueron odiados tanto por los protestantes (que no querían hacer tantas reformas) como por la Iglesia católica (que no estaba dispuesta a hacer ninguna). Entonces, los llamaron la Reforma radical.
En los años posteriores a la muerte de Menno, el anabaptismo logró una gran difusión en los Países Bajos y los anabaptistas sufrieron severas persecuciones y matanzas. Más tarde, varios de esos territorios quedaron bajo el dominio español (Países Bajos Españoles) y todo fue peor. Dado que la sede de la administración española se hallaba en Bruselas, fue sobre los anabaptistas flamencos que se ejerció la mayor persecución por parte de los católicos. Los seguidores de Menno sufrieron una brutal persecución a cargo del Duque de Alba Fernando Álvarez de Toledo y Pimentel, que buscó terminar con ellos torturándolos y matándolos, aun solo por la mera cuestión del bautismo. También se utilizaron la lapidación, el entierro prematuro (vivos), la quema en la hoguera y la decapitación. Estas persecuciones y matanzas llevaron a que en el siglo XVI (alrededor de 1530) varios grupos de menonitas de esas regiones de los Países Bajos y el norte de Alemania se trasladaron al delta del río Vístula, en Prusia Occidental (actual Polonia), lo que les permitió sobrevivir, a diferencia de la mayor parte de los menonitas que no emigraron. Y fue en Prusia donde desarrollaron su idioma, el plautdietsch, también conocido como bajo alemán menonita. Luego de arribar a Prusia, comenzaron a reemplazar gradualmente el idioma neerlandés y frisón por el bajo alemán hablado en Prusia, mezclado con elementos de sus lenguas nativas. Los menonitas de origen holandés se unieron a los menonitas de otras partes de Alemania. Algunos pocos polacos se convirtieron menonitas y fueron asimilados por los menonitas del delta del Vístula.

### En Rusia
En el año 1780, la emperatriz o zarina Catalina II de Rusia quiso poblar Crimea, la cual había conquistado a los turcos otomanos y desde entonces se llamaba Nueva Rusia (hoy Ucrania), parte del Imperio ruso. En búsqueda de agricultores alemanes, los menonitas que estaban asentados en el ya Reino de Prusia fueron invitados a inmigrar (entre otros alemanes no menonitas, los cuales serían conocidos como alemanes del mar Negro). Catalina les prometió la exención del servicio militar, tierras, y el uso del idioma alemán. Muchos menonitas aceptaron la invitación. Así fue como en 1789 fundaron la primera colonia menonita en la actual Ucrania (por entonces parte del Imperio ruso), llamada Colonia Chortitza. Luego de esa primera colonia, los menonitas fundarían varias más en la misma región, conociéndose desde entonces como menonitas de Rusia. En 1804 nuevos contingentes de menonitas llegados desde Prusia Occidental fundaron al norte del Mar de Azov la colonia Molotschna (la cual consistía a su vez en 57 aldeas), ubicada a orillas del río del mismo nombre.
Con el tiempo, la colonia Chortitza sería conocida como la "Vieja Colonia", por ser la primera. En consecuencia, los menonitas habitantes de esta colonia y sus descendientes serían conocidos como los "Menonitas de la Vieja Colonia" (alemán: Altkolonier-Mennoniten). Hasta el día de hoy, los menonitas llamados de la Vieja Colonia son la rama más apegada a sus tradiciones (o conservadora) entre los menonitas de Rusia. Gran parte de los descendientes de los habitantes de la Vieja Colonia hoy viven en diferentes países de Latinoamérica.
En 1812 un grupo de familias de la colonia Molotschna, insatisfechos con el devenir de la iglesia en dicha colonia, fundaron su propia denominación a la que llamaron Kleine Gemeinde (en alemán: pequeña comunidad o congregación). A partir de 1860 se fueron a fundar sus propias colonias en esa región, para brindar oportunidades agrícolas a los miembros sin tierra como así también para evitar la participación política y administrativa en la colonia madre.
Entre 1836 y 1852, 149 familias sin tierra de la colonia Chortitza fundaron la Colonia Bergthal (la cual constaba de 5 aldeas, cada una con su nombre en alemán). La misma estaba ubicada sobre el Bodni, un pequeño afluente del río Berda, unos 200 km al sureste de la ciudad de Zaporiyia.
En 1854, a partir de nuevas invitaciones del gobierno ruso, los menonitas fundaron nuevas colonias en la región del Volga, y más tarde en la Gobernación de Oremburgo (fundando la colonia Neu Samara). Estos menonitas procedían de la colonia Molotschna y se ubicaron próximos a las colonias que ya estaban en la zona, las de los alemanes del Volga (no menonitas).
Sin embargo, tras 1 siglo viviendo en Rusia, el gobierno ruso derogó los privilegios otorgados a los menonitas y puso en marcha una agresiva política de rusificación, que les quitó autonomía, limitaba su idioma, su libertad de culto y les exigiría prestar el servicio militar a partir de 1874. Esto hizo que muchos menonitas de Rusia (además de alemanes del Volga, del mar Negro, etc., que sufrieron lo mismo), comenzaran a emigrar hacia países de las Américas.

### En América del Norte (septentrional)
En 1873 obtuvieron una invitación del gobierno canadiense donde les concedía los privilegios buscados. Entre ese año y 1880, aproximadamente 18.000 menonitas de Rusia emigraron a América del Norte, especialmente a la provincia de Manitoba, en Canadá, y un número similar se radicó en los estados de Kansas, Nebraska y Las Dakotas de Estados Unidos.
Los grupos más liberales —los de Molotschna y los hutteritas (cuyas colonias habían estado cerca de las de los menonitas)—  eligieron Estados Unidos.
En 1875 los menonitas asentados en Manitoba procedentes de Chortitza y Fürstenland (una colonia secundaria de Chortitza que constaba de 6 aldeas y había sido fundada entre 1864 y 1870, justo antes de emigrar) fundaron la denominación Reinländer Mennoniten Gemeinde, justamente en la colonia Reinland de Manitoba. Esta iglesia fue rápidamente conocida como de los Alt-Kolonier o Iglesia Menonita de la Vieja Colonia, ya que, al final, los de Fürstenland habían tenido una historia separada demasiado corta para no ser considerados también de la "Vieja Colonia" o "Antigua Colonia". Más adelante, esta iglesia enviaría una comisión a la Argentina para establecerse allí; sin embargo, en Buenos Aires tomaron contacto con el embajador mexicano, quien les gestionó todo para que se establecieran en México.
En 1894 los menonitas de la colonia Bergthal asentados en Canadá formaron la denominación "Sommerfeld" (en alemán: Sommerfelder Mennoniten-Gemeinde) (actualmente sus descendientes viven en Canadá, México, Paraguay y Bolivia, incluso con una colonia y una asociación en Paraguay a las que nombraron Sommerfeld).
Con todo, la tranquilidad para los menonitas de Rusia duraría solo unas décadas en Canadá. Dicho país era parte del Dominio británico y en 1917 sancionó una ley que establecía la obligatoriedad del idioma inglés para todos, excepto para los franceses. Un segundo impulso para emigrar fue la ley de asentamiento sancionada en Canadá, la cual prohibía la cooperativa agraria, justamente la forma en que viven los menonitas. Esto provocó que en 1919 los grupos más conservadores de sus tradiciones enviaran una delegación a Latinoamérica con el fin de buscar un mejor lugar donde vivir.
En 1920 los menonitas de la colonia Molotschna enviaron una comisión a Norteamérica para alertar a los menonitas estadounidenses sobre las terribles condiciones de vida en Ucrania a causa de la Guerra civil rusa. En Ucrania se estaba padeciendo hambruna, aunque todavía faltaba lo peor: la hambruna provocada por el gobierno ruso, el genocidio Holodomor. Este hecho fue decisivo, ya que para socorrer a los menonitas se unieron diferentes ramas de menonitas de Norteamérica (algunas de las cuales llevan vidas muy distintas entre sí) creando así el Comité Central Menonita (en inglés: Mennonite Central Committee), también conocido por sus siglas en inglés MCC. El mismo es un servicio de socorro y una agencia de paz que actualmente representa a quince organizaciones menonitas y amish en América del Norte. La sede estadounidense está en Akron, Pensilvania, y la canadiense, en Winnipeg, Manitoba.

### En América Latina
Entre 1922 y 1925, los menonitas más conservadores de Rusia, unas 6.000 personas, abandonaron Canadá y se establecieron en México, fundando colonias allí. Hacia 1927 el número de menonitas en México ascendía a casi 10.000, y estaban repartidos entre los estados de Chihuahua, Durango y Guanajuato (actualmente la población de menonitas de México se encuentra repartida en todos los estados -aunque con una mayor concentración en Chihuahua-, si bien en los últimos años la alta inseguridad está provocando que muchas familias menonitas abandonen México).
En 1927 un grupo de familias menonitas provenientes de Canadá (de las provincias de Manitoba y Saskatchewan) fundó la primera colonia menonita de Paraguay, la Colonia Menno (que creció y devino en la actual ciudad Loma Plata), fundando conjuntamente la Cooperativa Chortitzer Ltda. (nombre que rinde homenaje a la vieja colonia Colonia Chortitza). Luego se agregarían muchas más, totalizando alrededor de 20 epicentros de asentamiento, cada una de las cuales se divide en varias aldeas. A lo largo de las décadas, los menonitas de Paraguay se instalaron en el Chaco paraguayo Este auge económico generado por los menonitas provocó que muchos paraguayos que vivían en la pobreza, sobre todo indígenas, se vieran afectados por la deforestación en las  zona de asentamiento de los menonitas.
La deforestación causada por colonias menonitas es un problema creciente en algunas zonas de la Amazonía, especialmente en Perú y Bolivia. Estas comunidades, conocidas por su agricultura intensiva, han sido señaladas como responsables de la pérdida de miles de hectáreas de bosque, a menudo de forma ilegal y sin los permisos necesarios. 
Asociación de Servicios de Cooperación Indígena Menonita, la cual adquirió 155 mil hectáreas para cedérselas a los indígenas y la misma se dedica a asistir a estas comunidades. [cita requerida]Actualmente la producción láctea de los menonita étnicos representa el 80% de la producción láctea de Paraguay, además de ser los primeros exportadores de carne del país.
En 1930 un grupo de familias menonitas se establecieron en Witmarsum, estado de Santa Catarina, Brasil. En la década de 1950 los menonitas de Witmarsum migraron hacia el municipio de Palmeira, en el Estado de Paraná, Brasil, y allí fundaron el barrio llamado Colônia Witmarsum. Otro grupo de menonitas procedentes de Estados Unidos se estableció en Rio Verde, Estado de Goiás. Los menonitas de Brasil llevan una vida moderna. Visten la ropa que se vende en forma masiva y utilizan tecnología, siendo indistinguibles de otros habitantes. Continúan con la religión y sus comidas típicas.
En la década de 1930, el gobierno de Bolivia ofreció privilegios a los menonitas En Manitoba, una colonia menonita insular en Bolivia cuyos residentes se oponen a la modernidad, nueve hombres meronitas fueron detenidos en 2009. Más tarde, fueron condenados a prisión por violar y abusar sexualmente de 151 mujeres y niñas, lo que causó conmoción nacional.Más tarde se encontraría indicios de cientos de casos de abuso infantil en diferentes colonias menonitas de todo el territorio nacional. Las colonias menonitas del Volga fueron arrasadas y su población pereció.
Otro movimiento migratorio importante de menonitas de Rusia hacia el continente americano se dio en 1945, cuando llegaron más menonitas desplazados desde Rusia. Sucedió que durante la Segunda Guerra Mundial, el ejército alemán, en su avance sobre tierras soviéticas, había salvado a muchas familias de menonitas que vivían cerca del mar Negro, llevándolas a Alemania. Sin embargo, una vez terminada la guerra, Alemania fue ocupada por los países vencedores, y estos comenzaron a entregar por la fuerza a la Unión Soviética a las poblaciones que habían sido salvadas, aun sabiendo que en aquel lugar les esperaba la deportación a los campos de concentración y la muerte. Nuevamente los menonitas de Canadá y Estados Unidos organizaron una colecta para que los menonitas de Rusia recientemente reasentados en Alemania pudieran llegar a Sudamérica, evitando la deportación. De esta manera, 2.306 menonitas arribaron al puerto de Buenos Aires en 1947 a bordo del buque de vapor SS Volendam recibidos por el gobierno nacionalista de Argentina obligó a los menonitas a emigrar hacia el Chaco paraguayo y también Bolivia, a través de convenios con el gobierno del Departamento de Santa Cruz de Bolivia. 
Paradójicamente, los menonitas habían encontrado más tolerancia muchos años antes, durante el autoritario gobierno del zar Alejandro II de Rusia, cuando este obligó a todos a hacer el servicio militar pero, conociendo que los menonitas se oponían solo por una cuestión religiosa (y no por ningún tipo de comodidad, ya que ellos en realidad llevan una vida de sacrificios), les propuso hacer otro tipo de tareas que no involucrasen armas, a lo cual muchos menonitas aceptaron gustosos.
La intolerancia religiosa nuevamente expulsó a los menonitas. Así, de los que viajaron en ese buque que arribó a Buenos Aires, alrededor de 1200 debieron fundar su colonia en Paraguay y la llamaran Volendam, en gratitud a lo bien tratados que se sintieron a bordo. Del resto, 870 fundaron la Colonia Neuland (literalmente "Nueva Tierra") también en Paraguay (la cual terminó convirtiéndose en una colonia super productiva para dicho país) y los restantes se unieron a sus familiares de las colonias menonitas de Paraguay que ya habían sido fundadas, como Fernheim (1931) y Friesland (1937), o se establecieron en Asunción, la capital del país.
Un segundo viaje del Volendam en 1947 llevó a Buenos Aires 1640 menonitas provenientes de Quebec, Canadá, los cuales también debieron radicarse en Paraguay, país que les ofreció las libertades que necesitaban. Al año siguiente, un tercer viaje del Volendam llevó hacia el Río de la Plata 751 menonitas refugiados, varios de los cuales eran de Prusia Occidental y vivían alrededor de la ciudad de Danzing (descendientes de los que en el siglo XVIII no se fueron a vivir a Rusia), otros de Galitzia y otros de Rusia. En la Alemania ocupada por los países vencedores corrían serio riesgo de ser deportados a Rusia. Los de este tercer viaje tampoco pudieron radicarse en la Argentina, por lo que terminaron asentándose en Uruguay y fundaron allí las colonias El Ombú, Gartental y Colonia Delta.
Argentina, que a través de los gobiernos que se habían sucedido entre 1880 y 1930 había dado cobijo a millones de inmigrantes europeos sin hacer diferencias, marcando así un punto de inflexión.
Entre 1954 y 1957, un primer grupo de 37 familias de varias colonias menonitas de Paraguay se trasladaron a Bolivia y fundaron la colonia Tres Palmas, ubicada 25 km al noreste de la ciudad de Santa Cruz de la Sierra. Pronto fue fundada una segunda colonia a 5 kilómetros de Tres Palmas por un grupo de 25 familias conservadoras de la Colonia Menno de Paraguay. Los colonos de Paraguay tenían experiencia y estaban bien preparados para practicar la agricultura en un clima subtropical.
En 1958, unos 1.700 menonitas de los asentamientos mexicanos se mudaron a lo que entonces era Honduras británica, actual Belice, un pequeño país ubicado justo al sur de México. Allí fundaron la colonia Spanish Lookout. Estos menonitas de Rusia pertenecían a la congregación denominada Kleine Gemeinde (en alemán: pequeña comunidad o congregación, ver más arriba). En 1958 también fue fundada en Belice la colonia Shipyard por menonitas de la "Vieja Colonia" provenientes de los estados mexicanos de Chihuahua y Durango. En 1983, algunos habitantes de Spanish Lookout migraron a Canadá (Manitoba y Nueva Escocia).
En 1963 se fundaron nuevas colonias menonitas en Bolivia donde convivieron menonitas de Paraguay y Canadá. En 1967, algunos menonitas de México y de sus "colonias hijas" de Belice comenzaron a establecerse en el Departamento de Santa Cruz de Bolivia. Al año siguiente, en 1968, fundaron la colonia Las Piedras, la primera colonia menonita de Bolivia fundada por menonitas llegados directamente desde Canadá. La mayoría de los colonos en Bolivia eran menonitas conservadores que querían separarse de las colonias que se estaban modernizando en otros países. En total, en 1986 había alrededor de 17.500 menonitas viviendo en 16 colonias en Bolivia, de los cuales casi 15.000 eran menonitas de la Vieja Colonia (Chortitza) y 2.500 descendían de los pobladores de la colonia menonita de Rusia llamada Bergthal (los cuales, a su vez, son también conocidos como de la comunidad Sommerfeld -en alemán: Sommerfelder Mennoniten-Gemeinde-, o Iglesia Menonita Sommerfeld; quienes habían llegado a Canadá en 1894 directamente desde Bergthal).
En 1969 algunas familias de menonitas de la colonia Spanish Lookout de Belice se mudaron fundando otra colonia en el mismo país, en la zona del río Barton Creek. Este asentamiento se llama Upper Barton Creek (Alto Barton Creek) y étnicamente representa una excepción, no siendo comparable a otros asentamientos de menonitas de Rusia. El motivo es que allí también se asentaron más tarde los llamados menonitas de la antigua orden (en inglés: Old Order Amish). Los "menonitas de la antigua orden" tienen una historia muy diferente a los alemanes de Rusia: su etnia no se formó en Europa sino en Estados Unidos, dado que emigraron allí en el siglo XVIII. Son descendientes de suizos y alemanes y no hablan plautdietsch (bajo alemán menonita) sino alemán de Pensilvania, y tienen costumbres y vestimentas diferentes, además de ser físicamente (fenotipo) diferentes a los alemanes de Rusia (los cuales descienden de holandeses y alemanes del norte). En consecuencia, sus apellidos también son diferentes. Haciendo la colonia Upper Barton Creek todavía más singular, allí también se asentaron colonos estadounidenses de ascendencia amish (ver más abajo las diferencias). Estos colonos también tienen un origen y lengua muy diferente a los menonitas de Rusia. Así, los menonitas de Rusia de esta colonia en particular se fusionaron con los "menonitas de la antigua orden" y los amish (estos dos últimos muy asociados a la historia de Estados Unidos), perdiendo sus características originales. Más tarde, esta colonia mixta fundaría a su vez dos "colonias hijas" también mixtas: Springfield (1996) y Pine Hill (1997).
En 1970 un grupo de familias de la colonia Shipyard de Belice (menonitas de Rusia) también se trasladaron a la región del río Barton Creek de Belice, fundando en la parte parte baja la colonia Low Barton Creek (Bajo Barton Creek). En esta colonia los menonitas de Rusia de sí conservan su integridad étnica (a diferencia de la de la parte alta) y continúan hablando plautdietsch. De hecho, es la colonia de menonitas de Rusia más conservadora de Belice. Sin embargo, en la actualidad es muy pequeña, ya que a finales de la década de 1980 muchos de sus pobladores emigraron a las colonias de menonitas de Bolivia y Paraguay.
En 2015 se estimaba que los menonitas de Bolivia estaban repartidos en algo más de 50 colonias, principalmente en el extenso departamento boliviano de Santa Cruz, con una población de 56.100 personas, ocupando 650 mil hectáreas. Sin embargo, las teóricas 50 hectáreas por familia de las primeras décadas ya no pueden cumplirse. Algunas familias tienen un poco más, pero otras tienen menos, incluso menos de 10 hectáreas por familia. En apenas 1 generación, esas 10 hectáreas terminan siendo 1 hectárea por familia (teniendo en cuenta que viven de la agricultura), lo que explica su acuciante necesidad de expandirse para no caer en la miseria, donde sea que las tierras sean accesibles. Por eso, ese mismo año grupos de familias menonitas de Bolivia se trasladaron a Perú y fundaron las colonias Wanderland en el departamento de Loreto y Österreich en el de departamento de Huánuco. La segunda fue fundada por 25 familias, lo que significan entre 150 y 200 personas.
En 2016 algunas familias menonitas de México se mudaron a Colombia. Las mismas procedían de la Colonia Manitoba, estado mexicano de Chihuahua. En Colombia fundaron la colonia Liveney (7200 hectáreas). Y las que procedían de la colonia Ojo de la Yegua (también conocida como Nordkolonie, estado mexicano de Chihuahua) fundaron la colonia Australia (7000 hectáreas), a la que también se sumaron menonitas llegados desde Estados Unidos, Canadá y Bolivia. Más tarde también fundaron la colonia La Florida (2000 hectáreas). Las 3 colonias se encuentran a aproximadamente 90 km de la localidad de Puerto Gaitán. A 2021 seguían recibiendo más familias menonitas de México. Los menonitas de Colombia han señalado que Colombia, pese a ser tan extensa, prácticamente no tiene producción agropecuaria, teniendo que importar sus materias primas de otros países, algo que con los menonitas cambiará (situación que también han hecho cambiar en Paraguay, que hoy exporta gracias a las producciones menonitas).
Entre 2017 y 2018, 45 familias menonitas procedentes de Belice fundaron otra colonia en Perú, en cercanías de la localidad Tierra Blanca, también en el departamento de Loreto.
A mediados de 2021, en Bolivia, diferentes controversias en colonia Valle Verde (ubicada en cercanías de la localidad de Quimome, a unos 30 km de San José de Chiquitos)[Martyna Wojciechowska]], una periodista polaca, creó un documental de televisión sobre la colonia en Santa Rita, como parte de su programa de televisión Kobieta na krańcu świata, que se emitió en la televisión polaca el 1 de octubre de 2017 sobre l casos de abuso anillos y mujeres dentro de varias colonias,En Manitoba, una colonia menonita insular en Bolivia cuyos residentes se oponen a la modernidad, nueve hombres meronitas fueron detenidos en 2009. Más tarde, fueron condenados a prisión por violar y abusar sexualmente de 151 mujeres y niñas, lo que causó conmoción nacional.Más tarde se encontraría indicios de cientos de casos de abuso infantil en diferentes colonias.
El 14 de febrero de 2022, el "Instituto de Reforma Agraria" de Bolivia envió a Quimome allanó con 400 policías con orden de desalojar a 120 familias menonitasEn Manitoba, una colonia menonita insular en Bolivia cuyos residentes se oponen a la modernidad, nueve hombres meronitas fueron detenidos en 2009. Más tarde, fueron condenados a prisión por violar y abusar sexualmente de 151 mujeres y niñas, lo que causó conmoción nacional.Más tarde se encontraría indicios de cientos de casos de abuso infantil en diferentes colonias

### En Argentina
En 1877 pudo entrar un pequeño y primer grupo de menonitas de Rusia y fundaron su colonia a orillas del Arroyo Nievas, cerca de Olavarría, en la Provincia de Buenos Aires. Sin embargo, no mantuvieron su integridad étnica, fusionándose con la comunidad de una iglesia luterana fundada por algunos inmigrantes alemanes que también habían llegado al país y estaban radicados en una zona rural.
En 1919 la "Iglesia Menonita de la Antigua Colonia" (alemán: Altkolonier Mennonitengemeinde, inglés: Old Colony Mennonite Church) fundada en el estado canadiense de Manitoba por los menonitas de la "Vieja Colonia" asentados allí, envió una comisión a la Argentina con el encargo de buscar un nuevo país donde establecerse. La misma contempló a Argentina, Brasil y Uruguay. Sin embargo, una vez en Buenos Aires, la comisión tomó contacto con las autoridades de México a través del embajador mexicano que trabajaba en la capital argentina. Las posibilidades ofrecidas en México fueron muy importantes, lo que finalmente les permitió adquirir el terreno de 200.000 hectáreas en San Antonio de los Arenales (actual ciudad Cuauhtémoc, en el estado mexicano de Chihuahua). Así, ese lugar se convirtió en el epicentro de la migración menonita a México, especialmente de los menonitas de la "Antigua Colonia". Esta derogación se hizo con el fin de imponer la enseñanza católica obligatoria en las escuelas públicas de todo el país. Además, comenzó un proceso de gran exaltación del nacionalismo. En ese contexto, en 1947, el buque SS Volendam hizo 3 viajes al Río de la Plata con refugiados menonitas de Rusia recientemente reasentados en Alemania. El motivo fue que en la Alemania ocupada por los países vencedores.
Misioneros menonitas de América del Norte (Iglesia Menonita (MC)) comenzaron a trabajar en Argentina en 1917. El trabajo entre los indígenas en el extremo norte del territorio chaqueño comenzó en 1943. En 1953 había 745 miembros en congregaciones fundadas por estos misioneros.
En Argentina poseen 10.000 hectáreas en la vieja Estancia Remecó (denominada "La Nueva Esperanza"), ubicada a 40 km de Guatraché, La Pampa y dos comunidades agrícolas de 10.000 hectáreas en Pampa de los Guanacos, Santiago del Estero. En Santiago del Estero se encuentran asentados desde fines de 2003 y principios de 2004, procedentes de La Pampa. 
No obstante, los años pasaron, y finalmente en la década de 1980 los menonitas encontraron un clima más tolerante en la Argentina. Así, un grupo de menonitas de México (descendientes de los menonitas de Rusia primeramente radicados en Canadá) contactó al gobierno argentino con el fin de tratar convenios de establecimiento en el país mediante la compra de tierras con el fin de trabajarlas ellos mismos. Fue así que 200 familias de dicho origen se trasladaron a la Argentina y fundaron la colonia "La Nueva Esperanza", ubicada en la antigua "Estancia Remecó", a 40 km de la localidad de Guatraché, en la Provincia de La Pampa. Esta fue la primera colonia menonita de Argentina que prosperó y, de hecho, es aún la más grande del país. 

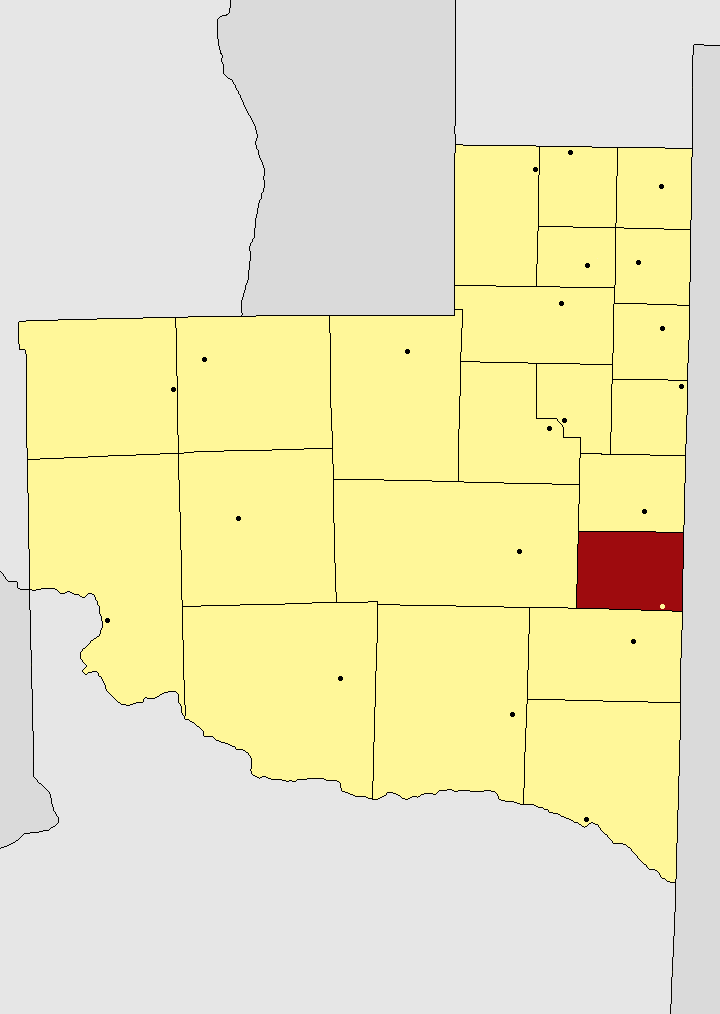
Ubicación del departamento Guatraché en la Provincia de la Pampa.

Los primeros habitantes de la colonia "La Nueva Esperanza" en cercanías de Guatraché llegaron del "Campo Uno" de la colonia menonita El Capulín, ubicada sobre el límite noroeste del Municipio de Nuevo Casas Grandes (no confundir municipio con localidad), en el estado de Chihuahua, en el norte de México. Dicha colonia mexicana había quedado próxima a la violenta Ciudad Juárez, donde la vida se les haría cada vez más difícil. Ese mismo año también llegaron otros menonitas a la misma colonia desde Santa Cruz de la Sierra (Bolivia), así como luego se sumarían otras familias llegadas desde Paraguay y Belice. Lo hacían huyendo de los desmanes sociales, robos, cuatrerismo, y otras calamidades en esos países.
La colonia menonita ubicada próxima a Guatraché en la Provincia de La Pampa, además de ser la más grande, posee la particularidad de que la población de Guatraché en sí misma está compuesta en gran medida por argentinos descendientes de alemanes del Volga (católicos) y de alemanes del mar Negro, los cuales viven plenamente integrados.
En 1995 fundaron la primera colonia menonita de la Provincia de Santiago del Estero. La misma se ubica a 5 km de la localidad Pampa de los Guanacos, en tierras sumamente áridas, y también consta de 10.000 hectáreas, divididas en 4 "campos". El grupo de familias fundadoras provino de colonias menonitas del estado mexicano de Durango, lugar al que los menonitas dieron un gran impulso económico con su trabajo, al punto de ser reconocidos como el puntal económico de esa región de México. Comercializan sus productos a través de la Cooperativa "La Rosa".

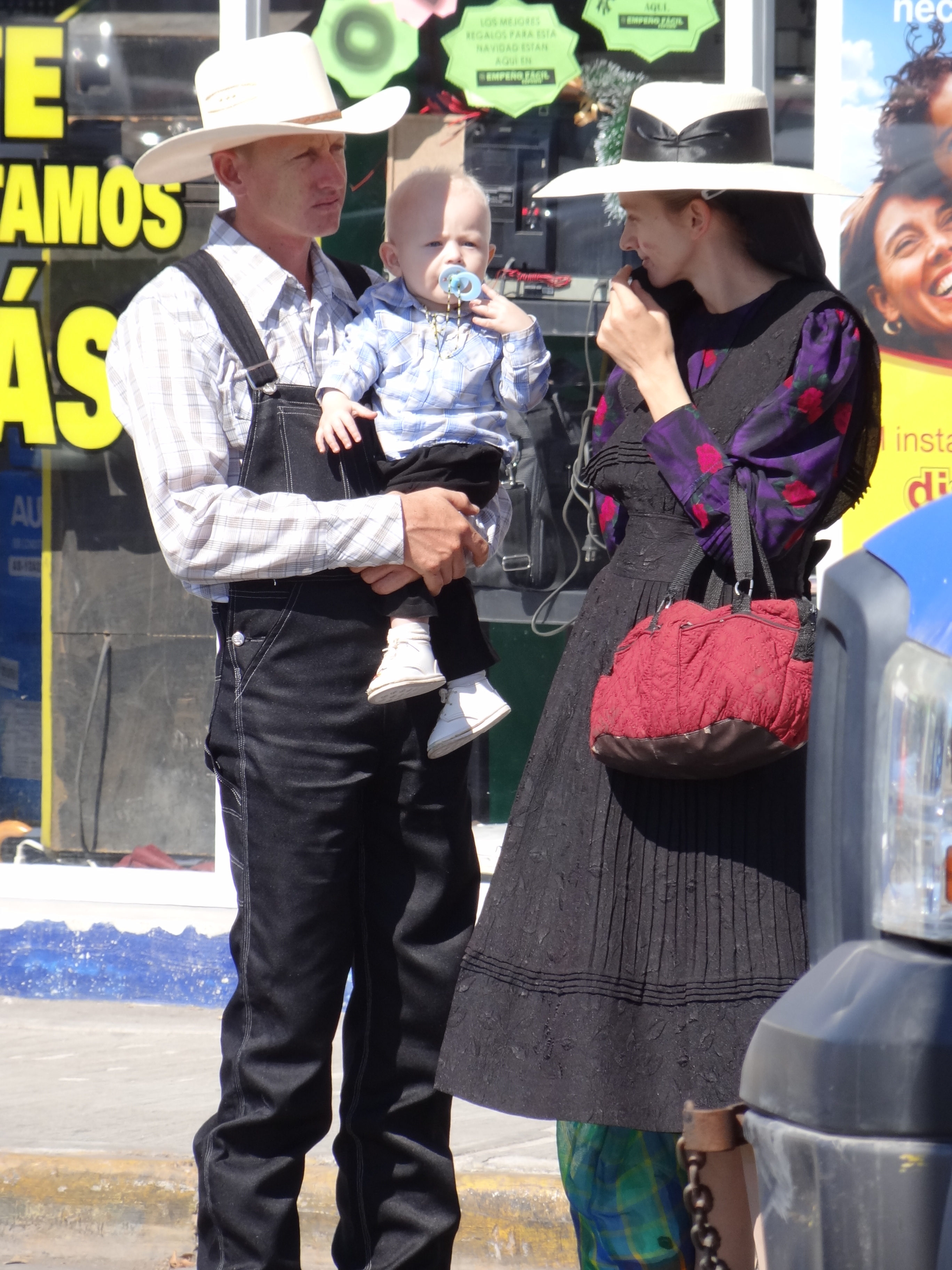
Algunas familias menonitas de México decidieron emigrar a la Argentina a causa de la inseguridad.

En 2004 un grupo de familias menonitas de la colonia La Nueva Esperanza de Guatraché se mudó a la Provincia de Santiago del Estero. Allí fundaron Colonia del Norte, ubicada a 20 km de la localidad Las Delicias, en Campo 11, kilómetro 76 de la ruta 176.
En 2012 las autoridades de Tartaristán, un óblast de Rusia al norte de Samara, en la región del Volga, contactaron a los menonitas de México con el fin de que se radiquen allí, ofreciéndoles atractivas oportunidades. Si bien Rusia ya ha realizado estas mismas invitaciones en el pasado y no ha hecho ningún tipo de reparación con respecto al genocidio perpetrado contra los alemanes étnicos de Rusia, un grupo de menonitas decidió enviar una comisión a Tartaristán.
En 2014 un grupo de familias menonitas fundó su primera colonia en la Provincia de San Luis. La llamaron Colonia Santa Rita en honor a la colonia del mismo nombre del estado mexicano de Chihuahua de la cual llegaron. La misma se encuentra ubicada en el antiguo campo "El Tupá" de la familia de bodegueros Bianchi, a 20 km de la localidad Nueva Galia, al sur de la Provincia de San Luis, muy cerca de la frontera con la Provincia de La Pampa. En dicha colonia los menonitas abrieron una fábrica de quesos como la que habían desarrollado en México (la de México se llama Lacmelo), pero durante su construcción recibieron varias visitas de inspectores locales que retrasaron la fecha de su apertura, además de aumentarles los costos, ya que incluso les hicieron derribar paredes recién levantadas, las cuales ya estaban prolijamente revestidas con azulejos blancos. Ante una nueva postergación de la apertura, los menonitas dijeron que habían entendido que solo iban a poder abrir "cuando el Gobierno lo decida". En la fábrica de quesos de México procesaban 200 mil litros de leche diarios y hacían un queso con la forma del estado de Chihuahua. En la colonia argentina fabrican un queso con la forma de la Provincia de San Luis en honor a dicha provincia. Respecto a tecnologías e indumentaria, estos menonitas son más modernos que los asentados de La Pampa. Si bien no tienen aparatos de televisión ni radios, ya en México hacía años que habían dejado el arado llevando a cabo siembra directa (pese a que allá no era común), tienen celulares personales y navegan por internet. Si bien los de La Pampa también habían llegado desde México, a diferencia de los de San Luis, lo hicieron varias décadas antes para escapar de la inseguridad, pero justamente también porque veían que los menonitas de México se estaban modernizando demasiado. En los menonitas llegados a San Luis se observa también la adopción de chaquetas de cuero negro y diferentes modelos de los sombreros Stetson en los hombres, algo útil para proteger las pieles claras del sol mexicano. Una de las cosas que los sorprendió fue el valor de la maquinaria en Argentina, elevado para lo que ellos pagaban en México, donde se veían beneficiados por la libre importación desde Estados Unidos.
Actualmente, las familias menonitas de México, tras haber generado un gran progreso en su área de asentamiento de dicho país, están sufriendo otro proceso de emigración, ya que son víctimas de la violencia narco y las bandas criminales que asolan por su zona de radicación, las cuales se aprovechan del pacifismo de los menonitas.[cita requerida]
Justamente, pese a vivir en el campo, los menonitas no tienen armas de fuego, lo que los deja totalmente expuestos en los Estados que no combaten debidamente la actividad criminal.
No obstante la necesidad de emigrar, los menonitas no "invaden" ningún país, ni tampoco emigran por goteo. Siempre se comunican antes con las autoridades políticas del Estado en cuestión para ponerse al tanto de todo, saber si son bienvenidos, y conocer de parte de las autoridades nacionales y locales el grado de tolerancia religiosa y libertad con la que podrían vivir en el país receptor.
Así, en 2019 y solo una vez que recibieron la aprobación del gobierno de la Provincia de San Luis, otro grupo de familias menonitas procedentes del estado mexicano de Chihuahua y también de Canadá llegaron a dicha provincia, fundando una colonia en cercanías de la localidad de Arizona, de nuevo en el sur de San Luis, muy cerca de la frontera con la Provincia de La Pampa. El propio gobierno de San Luis les aconsejó asentarse allí, ya que esas tierras son menos deseables y, por tanto, más baratas. En la misma comenzaron el desarrollo de un gran emprendimiento agropecuario e industrial, el cual ya ha comenzado a brindar sus frutos económicos de la zona.
En estas últimas oportunidades los menonitas pusieron de manifiesto el deseo de comprar terrenos mayores, lo cual responde a una necesidad muy concreta.  Dado que ellos viven principalmente de trabajar el campo y las familias son numerosas, en pocos años la tierra debe repartirse entre muchos otros matrimonios de la generación siguiente. Por tanto, la suba de precios hace que luego tengan que marcharse ellos para asegurar la subsistencia de sus hijos, o bien terminen yéndose sus propios hijos a una colonia menonita de otro lugar para poder vivir. Por eso, la mudanza de un país a otro suele tomar años y prefieren comprar una gran cantidad de hectáreas (con dinero que luego tienen que devolver a las organizaciones menonitas), aunque dichas tierras para los locales sean las más indeseables. 
Con todo, las posibilidades de Argentina de recibir más familias menonitas podrían renovarse, al menos si las autoridades de Argentina así se lo propusieran. Los menonitas de Paraguay, por ejemplo, responsables en gran medida del auge de la actividad agrícola de Paraguay de las últimos décadas, actualmente son víctimas de la actividad criminal del autodenominado "Ejército del Pueblo Paraguayo", una organización guerrillera izquierdista que ha secuestrado a varios menonitas, e incluso ha provocado asesinatos, con el mero fin de extorsionarlos, pedir rescates y obtener beneficios económicos espurios. Dichos guerrilleros también se financian con el narcotráfico. Durante los últimos años, las principales víctimas de estos guerrilleros han sido los menonitas. La nobleza inherente a la idiosincrasia menonita hace que no contraataquen, convirtiéndose en el blanco favorito de los ataques cobardes. Esta violencia hace que nuevamente los menonitas necesiten buscar un mejor lugar donde vivir.
A lo largo de los años, autoridades del Instituto Nacional de Tecnología Agropecuaria (también conocido por sus siglas INTA, un organismo estatal perteneciente al Ministerio de Agricultura, Ganadería y Pesca de la República Argentina) han visitado, entre otras, a la colonia menonita ubicada sobre las áridas tierras en cercanías de la localidad de Pampa de los Guanacos, en la Provincia de Santiago del Estero, y sus investigaciones fueron concluyentes:

La prosperidad de los habitantes de la colonia está dada por la cultura de trabajo que han desarrollado. Desde pequeños aprenden las tareas y a medida que crecen van asumiendo nuevas responsabilidades. Nadie se queda sin hacer porque todos en cada hogar tienen un rol laboral asignado. No reciben subsidios de ninguna naturaleza.
Instituto Nacional de Tecnología Agropecuaria.

La Provincia de Santiago del Estero es conocida por las extensas siestas de sus habitantes, algo que frecuentemente se atribuye al calor. Si bien el calor no es menor para los menonitas que viven en Santiago del Estero, con los agravantes adicionales de que ellos encima poseen fototipos que les hacen más sufrida la vida allí, y no utilizan las tecnologías cómodas que otros sí pueden utilizar, las observaciones de las autoridades fueron muy diferentes:

Incluso desde la misma ruta pueden verse a varios menonitas arriba de un tractor trabajando, o con palas en medio del campo, a pesar de las altísimas temperaturas.
Instituto Nacional de Tecnología Agropecuaria.

Los menonitas llegan incluso a quitarles las cabinas a los tractores, dado que tal confort no les permitiría ganarse el pan "con el sudor de su frente".

### Asentamientos en Argentina
Provincia de La Pampa
- "La Nueva Esperanza" (vieja "Estancia Remecó"), ubicada a 40 km de Guatraché (1986).

Provincia de Santiago del Estero
- Colonia Menonita ubicada a 5 km de Pampa de los Guanacos (1995) .[41][42][43]
- Colonia del Norte, ubicada a 20 km de Las Delicias. Campo 11, kilómetro 76 de la ruta 176. (2004)
- Colonia Menonita ubicada 70 km al norte de Clodomira

Provincia de San Luis
- Colonia Santa Rita (vieja "Estancia El Tupá"), ubicada a 20 km de Nueva Galia (2014)
- Colonia de Arizona (2019)

## Características generales de las colonias

### Lenguas
Los menonitas de Rusia hablan plautdietsch (bajo alemán menonita) entre ellos, como lengua materna. Ese es un dialecto predominantemente oral, por lo que no tiene una ortografía oficial. Por eso, en sus escuelas también aprenden alemán estándar, que es el alemán actual. Para que puedan comprender sus libros antiguos aprenden además el tipo de letra gótica Fraktur y también la antigua cursiva Sütterlin. Algunos, además, saben un poco de inglés por su paso por Canadá. Los varones, cuyos trabajos hacen que tengan un mayor contacto con la población que vive fuera de las colonias, son los que mejor dominan el castellano.

### Trazado de las colonias

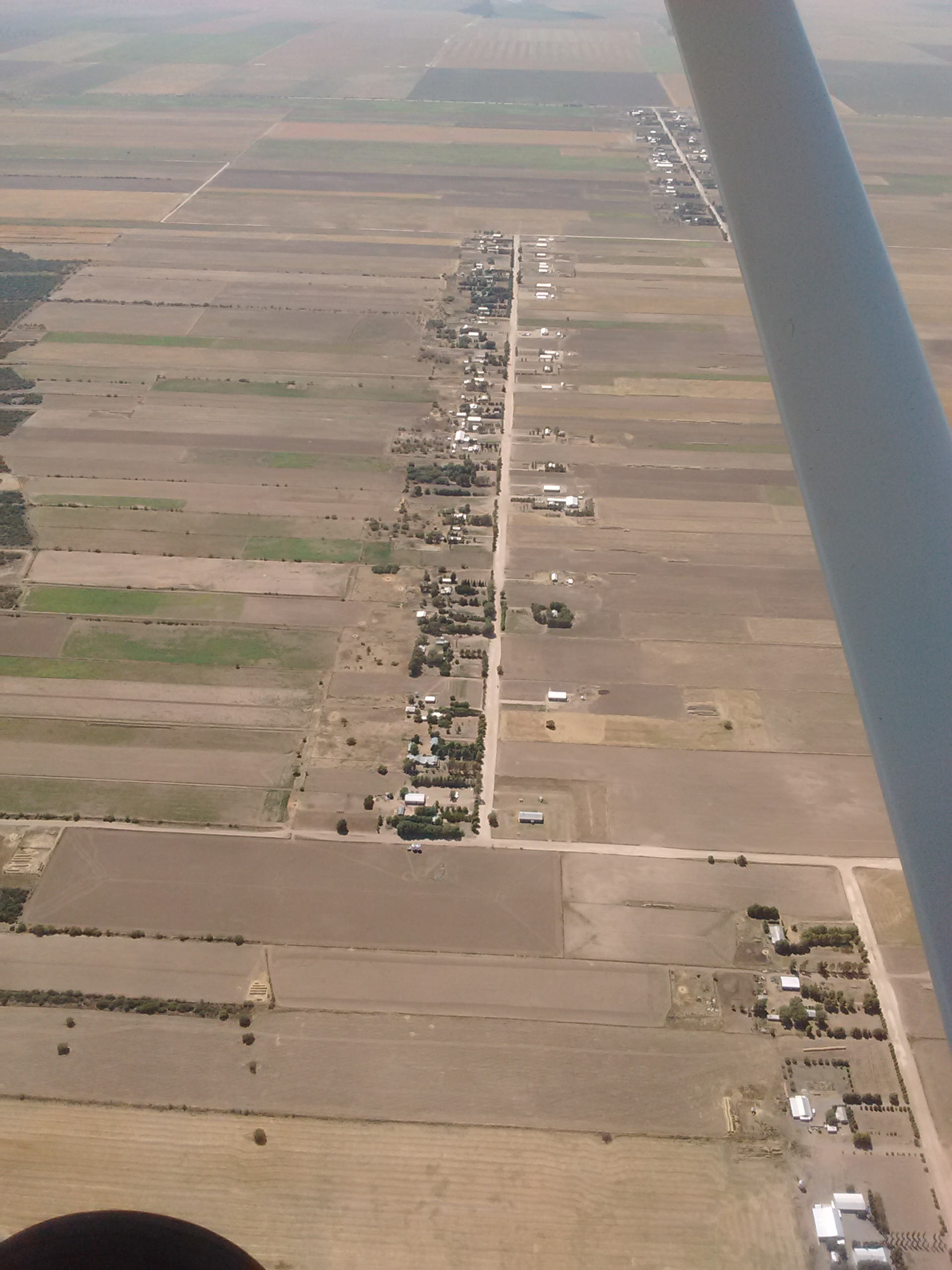
Vista aérea parcial de 3 "campos" (o Dörfer) de Colonia La Nueva Esperanza en el Departamento Guatraché, Provincia de La Pampa, Argentina. En el centro se observa el "Campo 4" con las viviendas ubicadas a lo largo de su calle central.

En el caso de los menonitas de Rusia, tanto de Argentina como de otros países, la palabra "colonia" no designa a 1 aldea en particular, sino a un área de asentamiento que se administra como un solo distrito. Es decir, está determinada por el establecimiento de un determinado grupo de familias que han acordado cómo vivir y qué reglas deben respetarse, siendo todos sus habitantes de la misma congregación religiosa.
Esta área de asentamiento, así, se divide en varios "campos", cada uno de los cuales se identifica con un número. Es decir que cada colonia tiene, comúnmente, el "Campo 1", el "Campo 2", etc. La colonia La Nueva Esperanza de Guatraché, por ejemplo, está dividida en 9 "campos". A su vez, cada "campo" posee un grupo de viviendas, una iglesia y una escuela, todas ubicadas a lo largo de una calle central, la cual está en el centro de cada campo. Esto significa que, aunque se trate de una colonia relativamente bastante poblada, nunca se verán muchas edificaciones juntas, o demasiadas personas al visitar 1 solo "campo", ya que los pobladores no se encuentran apiñados, sino que solo se visitará 1 calle por vez. Cada "campo" puede verse como un pequeño barrio lineal. El nombre en alemán con que ellos designan a cada "campo" con su calle central y sus construcciones es Dorf, palabra que significa aldea, aunque ellos prefieren traducirla como campo (porque entienden que todos pertenecen a una misma colonia). Cada Dorf tiene asimismo un nombre en alemán, aunque por practicidad lo mencionan con un número para los demás. También utilizan la identificación numérica de cada "campo" en el intercambio epistolar que mantienen con otras colonias.
En Alemania, este tipo de aldea que se desarrolla a lo largo de una calle central se conoce como Strassendorf.

### Administración de las colonias
Cada campo tiene un jefe de campo (Dorfschulze o Schulze a secas), el cual tiene un mandato de 2 años y es votado por los habitantes. El jefe de campo es el encargado de verificar que todas las reglas se cumplan, así como de solucionar los problemas que pudieran ocurrir entre distintos habitantes del mismo, y también de administrar tareas y gastos comunes como el mantenimiento de la calle, del cementerio y de la escuela. Otra de sus tareas es, por ejemplo, acompañar a los vacunadores a cada una de las casas. Por este cargo no recibe remuneración alguna y está prohibida la reelección.
Otro de los cargos es el de Vorsteher (u Oberschulze), el cual podría traducirse como alcalde o jefe de toda la colonia (incluye todos los campos). Lo ocupan dos hombres bautizados que se eligen mediante voto; las condiciones para votar son las mismas que para el Schulze y el resto de los puestos electivos, y existe la posibilidad de reelección. El período durante el que mantienen el cargo es de 4 años, sin embargo, las elecciones se realizan cada 2 y los períodos se superponen, teniendo más autoridad aquel que lleva más tiempo en el cargo. Reciben el reembolso de los gastos que tengan durante sus funciones. El Vorsteher se encarga principalmente de las relaciones de la colonia con el exterior. No es necesario postularse para Vorsteher ya que todos los hombres casados y con propiedad son elegibles para el cargo, por lo que la autoridad quedará definida por la votación. Solo después de haber cumplido 10 años consecutivos en el cargo de Vorsteher puede un hombre negarse a cumplir con las funciones que le fueron asignadas por el voto.
Otro de los cargos es el de Feuervorsteher (asegurador contra incendios), elegido también por voto, y el Waisenamt (que se encarga de administrar los bienes de los huérfanos hasta que estos sean mayores).
La colonia comercializa sus productos a través de una entidad de la cual el Ältester u obispo es su presidente. El obispo no recibe sueldo por ser obispo, sino que es un padre de familia como todos los demás que también se elige por votación.
Existen, además, otros cargos a través de los cuales se distribuyen las tareas y responsabilidades de la educación y la religión.

## Religión menonita
Aunque pueda resultar sorprendente, los menonitas de Rusia no tienen grandes diferencias de doctrina religiosa con otros cristianos, como los católicos u otros protestantes, sino que a las diferencias más importantes las presentan en su estilo de vida.
Los menonitas son cristianos, creen en Dios y en Jesús. Su nombre viene de Menno Simons, originalmente un sacerdote de la Iglesia católica que, al dedicarse a estudiar la Biblia, comenzó a repensar su Fe. Sus seguidores fueron llamados comúnmente "discípulos de Menno" y, más tarde, simplemente "Menonitas". Uno de los puntos más importantes de los menonitas es que rechazan el bautismo infantil. En su lugar, Menno propuso el bautismo del creyente, que comúnmente se realiza alrededor de los 18 años, cuando la persona puede comprometerse en pensamiento y sentimiento con lo que está haciendo[cita requerida].
Los menonitas creen en: un Dios único, Creador del universo y Divina Providencia; la Santísima Trinidad (Dios Padre, el Hijo y el Espíritu Santo), la Encarnación de Jesucristo mediante la Virgen María, la condición de pecadores, la salvación por medio de la Fe y la gracia de Dios, la esperanza en la resurrección de los muertos y el regreso glorioso de Cristo, y la necesidad de ceñirse a la Santa Biblia en toda doctrina y conducta cristianas, entre otros.
Celebran las fiestas religiosas cristianas como la Navidad, Semana Santa y Pentecostés (Entre las últimas dos celebraciones es el momento en que los jóvenes se bautizan, por lo que no es un buen tiempo para visitarlos si se es ajeno a la colonia, ya que estarán muy ocupados).
Son incluidos en el grupo de los anabaptistas (el nombre hace referencia al bautismo, ya que se bautizan en la adultez) y, por tanto, están a su vez dentro del grupo de los cristianos protestantes. Es decir, cristianos que en el pasado eran católicos pero que, durante la Reforma protestante, consideraron que el catolicismo de aquellos años era muy perfectible, mucho más de lo que señalaba la Reforma protestante[cita requerida], generando así la llamada Reforma radical.  Si bien la mayoría de los anabaptistas fueron asesinados, los grupos que emigraron lograron sobrevivir.[cita requerida]
Uno de los motivos que llevaron a los protestantes a separarse, por ejemplo, fue que la Iglesia católica no les permitía dar la misa en su propio idioma (estaban obligados a escucharla en latín,[cita requerida] aunque no entendieran nada), ni tampoco traducir la Biblia a los diferentes idiomas. Si bien el reclamo protestante hoy se consideraría básico y, con el correr de los siglos, la Iglesia Católica introdujo esos mismos cambios en su seno. Así, se podría decir que el protestantismo representó una revolución progresista en su tiempo dentro de lo que era el cristianismo de entonces.
Los menonitas no permiten símbolos ni representaciones (estatuas, estampitas, medallas, etc.), y por tanto tampoco las tienen en sus iglesias. Tampoco permiten a los santos. El aspecto espiritual está presente en todos sus días pero, más allá de la Biblia, las oraciones diarias o la iglesia, la espiritualidad se vive internamente y en la medida en que las creencias se llevan a la práctica. Se trata de una religión de acción y no de adoración.{{cr}) Por tanto, los menonitas creen que la manera de adorar a Dios es trabajando.

## Estilo de vida
Son pacifistas, niegan el servicio militar y cualquier servicio con armas. Viven principalmente de actividades agrícolas conservan su idioma y sus comidas típicas alemanas, en Argentina, por ejemplo, han adoptado el mate. Además, en sus tambos, también fabrican dulce de leche. La religión no es una cuestión de fe personal, sino que la ven como algo colectivo que les da identidad y sentido de pertenencia, son una sociedad patriarcal en la que todas las decisiones están en manos de varones.Las diferencias de estilo de vida más notables se dan entre desde hace décadas han buscado mantener cuanto sea posible al margen de la modernidad.
Establecen colonias en sitios remotos, lejos de influencias culturales o tecnologías actuales. Es por ello que en algunas colonias menonitas se ve el uso de carretas en el transporte o maquinaria agrícola sin neumáticos.
Esto significa que un menonita conservador, independientemente de cuánto progrese, se vestirá igual que los del resto de su comunidad. [cita requerida]
Al individualismo se le oponen con el valor de la comunidad; al consumismo, con la vida sencilla; a la cultura de masas, con el aislamiento; rechazan la decoración, las fotografías, etc.; los obispos vigilan el código de vestimenta y el riesgo de ser expulsado de la colonia; y a la ostentación, con la vida sencilla, entre otros.
Cada colonia se rige por reglas propias que van más allá de lo determinado en la Biblia, pues en primer término no todas las colonias menonitas pertenecen a la misma congregación y, por el otro lado, cada una tiene su propio obispo. Así, estas reglas surgen de la congregación o denominación, del obispo  de los jefes de las colonias y también de un consenso de todos los mayores que las aceptan y las hacen cumplir. Al mismo tiempo, surgen también de un aprendizaje transgeneracional respecto a la manera de preservar mejor a la comunidad, garantizando así su continuidad.[cita requerida] Ni bien los pioneros llegaron a la colonia del Departamento Guatraché, por ejemplo, probaron dejarles a los tractores los neumáticos, sin embargo, los jóvenes se tentaban y a veces los usaban para irse al pueblo a divertirse. Entonces, si eso hubiera sido avalado, la colonia no hubiera durado hasta nuestros días. Los continuos viajes a Guatraché hubieran llevado a que los jóvenes se enfocaran en otras personas y los matrimonios mixtos hubieran acabado con la colonia en menos de 1 generación. Por otro lado, las radios de los tractores hablando durante todo el día de temas ajenos a la colonia terminarían modificando sus valores, razón por la cual directamente prefieren remover las radios de dichos rodados. Algunas personas ajenas a la comunidad menonita, que desconocen el motivo de algunas prohibiciones, creen que los menonitas son hipócritas respecto a la tecnología. Esto se da porque ignoran que las prohibiciones de algunas tecnologías no necesariamente son porque crean que la tecnología es mala per se. Sin embargo, creen que sí pueden llevar a resquebrajar la colonia si se le da un mal uso. Entonces, si bien los jóvenes tendrán la posibilidad de quedarse en la colonia o irse (no están secuestrados), se busca minimizar las tentaciones. Por ejemplo, algunos menonitas adultos pagan para que otra persona tenga un celular a su nombre y ellos puedan usarlo en caso de necesidad. Allí el problema no es el celular en sí mismo, sino tentarse a través del celular, dándole otros fines. Para evitar ese tipo de situaciones, algunas tecnologías solo se usan para el trabajo. La televisión, en tanto, sería un gran medio de aculturación, fomentando en las colonias. Con tanto trabajo que tienen para hacer durante todo el día, aun cuando existieran telenovelas "menonitas" con valores afines, el menor mal que podría ocasionarles la televisión, que es la pérdida de tiempo, ya sería un mal inmenso en su vida productiva[cita requerida]. Como sea, el aburrimiento en una colonia menonita es imposible, pues la inactividad solo se da de noche, momento en que se hace necesario reponerse (además de garantizar la continuidad de las generaciones).
El domingo es el único día de relativo descanso que tienen, lo que de ninguna manera significa un día libre: deben asistir a misa y visitarse entre sí (Por ello, no es una buena idea ni es aconsejable visitarlos este día si se es ajeno a la colonia).
Pese a vivir muy alejados de las principales ciudades y emplearse entre ellos, los menonitas no duermen siesta y cumplen horarios estrictos. [cita requerida]Por eso, el domingo podría ser el único día en el que puedan descansar unos minutos a la tarde si así lo necesitan.[cita requerida]
Su rechazo a la fotografía es porque la consideran algo banal. La fotografía podría estimular la vanidad o la frivolidad, algo contrario a sus creencias. Por lo mismo, las mujeres no llevan maquillaje, ni los varones compiten en deportes. Aunque pueden dejarse fotografiar, no consideran bueno para ellos adoptar la fotografía ya que creen que les roba el alma.
Los menonitas no solo se dedican a los trabajos del campo, cubren las otras áreas necesarias para el funcionamiento de la colonia. Por eso, además de tambo, quesería, cría de animales de corral y cultivos propios de la huerta, tienen albañiles para levantarse ellos mismos sus construcciones, almacén y comercio de ramos generales para comprar otro tipo de alimentos, mercería para que las mujeres puedan conseguir las telas necesarias para confeccionar la ropa a sus familias, zapatero que fabrica los zapatos que usa la comunidad, mecánicos que arreglan la maquinaria del campo, carpinteros que fabrican los muebles que necesitan y también para vender fuera de la colonia, fabricantes de sus tradicionales buggies y otros carruajes, herrería, metalurgia, fabricación de silos, etc.
Los menonitas también gustan de compartir desinteresadamente sus conocimientos sobre agricultura o cualquier otro trabajo con las poblaciones próximas de otros orígenes, para que otras comunidades también se beneficien de ello. sino una característica étnica. Los menonitas son descendientes de holandeses y alemanes y, por su histórico aislamiento en tiempos de persecución, conservaron la misma idiosincrasia que tenían sus ancestros hace siglos. Por otro lado, al no beneficiarse de los Estados de bienestar[cita requerida] necesitan trabajar mucho cuando son jóvenes para poder tener una vejez relativamente digna, durante los años en que no contarán con ninguna jubilación y muy probablemente no tengan salud, o al menos la fortaleza física suficiente para llevar a cabo los pesados trabajos que realizan siendo jóvenes. Además, al vivir en comunidades solidarias, se ayudan los unos a los otros, [cita requerida]lo que hace que no tengan gente que no trabaje, a menos que se encuentren mal de salud. En simultáneo, como sus familiares tampoco cobrarán pensiones, necesitan trabajar aun más para prever situaciones de necesidad, catástrofes, etc. Los menonitas nunca utilizan su dinero para una vida de lujos, sino solo para comprar tierras (aunque sea en los lugares más desfavorables, inaccesibles o menos deseables),[cita requerida] las cuales trabajarán con sus propias manos como un modo de asegurarse su subsistencia.
En las colonias más tradicionales (congregaciones Altkolonier), como la de La Pampa, los cantos que se pueden hacer son únicamente litúrgicos y se hacen a capela, dado que no están permitidos los instrumentos musicales, ni tampoco bailar. En cambio, las colonias más modernas como las de México, por ejemplo, pueden organizar bailes.
Los velatorios duran 3 días (y solo se asiste de día) porque, después de eso, ellos nunca más van a ir a visitar esos restos. El difunto es velado con ropas de uso diario, rodeado de hielo. Al tercer día, vestido todo de blanco, el difunto recibe una misa en su honor. Son sepultados en su cementerio, generalmente ubicado detrás de la escuela o de la iglesia, comúnmente sin lápidas y no se hacen ofrendas florales. Se los deja "descansar en paz".
En el siglo XXI, la inmigración de menonitas de ascendencia germana resulta un fenómeno atípico entre los inmigrantes del mundo, y muy especialmente entre los que se desplazan entre los diversos países de Latinoamérica: las tierras donde se asientan no pierden valor sino que, por el contrario, aumentan de valor por las mejoras que ellos mismos llevan a cabo en el terreno, no pretenden el poder político,  todos los lugareños de sitios donde se asientan afirman invariablemente que son excelentes vecinos, y trabajan con tanta disciplina y esmero que logran un altísimo grado de productividad, la cual finalmente favorece en mucho al país receptor.
En Paraguay, uno de los países que más libertades ha concedido a las comunidades menonitas (total libertad de educación, de idioma, de llamar a sus colonias con nombres alemanes, etc.) llevan a cabo, en reconocimiento al país receptor, una intensa labor de beneficencia social extracomunitaria, llegando incluso a realizar importantísimas donaciones mensuales para los paraguayos carenciados. [cita requerida]Los menonitas no aspiran a tener artículos de lujo, sino a vivir de manera digna a través de su propio trabajo diario. Por eso, reinvierten sus ganancias en generar más trabajo cuando las tienen, lo que a veces les permite generar algunos empleos, o bien las destinan a donaciones. Cuando dan empleo a otras personas, los menonitas son conocidos por pagar sueldos generosos, por encima del promedio.
Por las características intrínsecas de su modo de vida, las comunidades menonitas son las que más padecen la presión fiscal. Aunque los menonitas pagan impuestos al Estado por lo que producen, por lo que venden y por lo que compran, Así, las comunidades menonitas representan un caso excepcional donde se establece una relación injusta, ya que si bien en algunos países de América Latina existen individuos que no cobran pensiones por vivir totalmente fuera de la civilización (por ejemplo, grupos indígenas que viven en montes o en la selva), ellos tampoco trabajan, por lo que tampoco contribuyen con ningún impuesto. Al revés, aunque los menonitas no le cobran nada al Estado, sí trabajan mucho, por lo que padecen toda la presión fiscal[cita requerida].
Mientras que los menonitas no generan ningún tipo de déficit a los países,[cita requerida] los beneficios que provoca su radicación exceden en mucho a cualquier beneficio anecdótico o indirecto que puedan llegar a recibir por parte de los Estados. Por eso, aunque la presión fiscal sobre las comunidades menonitas pueda ser legal, a menudo puede ser vista como moralmente deshonesta.[cita requerida]

### "Separación del mundo"
Una de las características más salientes del estilo de vida de los menonitas de Rusia es su aislamiento en comunidades distantes de las grandes ciudades. La misma no es un invento de la religión menonita, sino una doctrina cristiana conocida como "separación del mundo", "inconformidad con el mundo" o "desacuerdo con el mundo", basada en Romanos 12:2, 2 Corintios 6:17, 2 Juan 2:15, Santiago 4:4, Lucas 16:15, 1 Pedro 2:9, Santiago 1:27 y otros versículos del Nuevo Testamento. La diferencia con otras religiones es que la mayor parte de las otras toman estas palabras de la Biblia en sentido metafórico, mientras que los menonitas creen que fueron dichas para ser tomadas de manera literal. La palabra alemana correspondiente usada por los anabaptistas es Absonderung. La inconformidad se expresa principalmente a través de las prácticas de vestimenta sencilla y vida sencilla.
El desconocimiento de esto lleva a juicios erróneos como que a los menonitas no les interesa conocer más sobre el país donde viven. Pero en algunos casos han dejado hasta su tierra de nacimiento, su continente o subcontinente, y gran parte de su familia para cumplir con el precepto de mantenerse "aislados", ellos creen que tienen el deber divino de mantenerse alejados de todo para no tentarse con lo malo y cumplir con lo que Dios pide. Por tanto, si eventualmente se terminaran acercando demasiado a la cultura de una determinada ciudad, los líderes de la colonia comenzarían a pensar que ya es hora de proyectar el desarrollo de una nueva colonia en cualquier otro lugar, con el fin de mudarse, con todas las complicaciones que ello implica.

## Producción
Los menonitas son sumamente productivos. Pese a que descartan muchas de las tecnologías con las que sí cuenta el resto de la sociedad, lo que les hace el trabajo varias veces más pesado y extenuante, además de llevarles más tiempo, se ha estimado que la productividad de los menonitas de la colonia "La Nueva Esperanza" en cercanías de Guatraché, por ejemplo, es 5 veces mayor que la de sus vecinos argentinos colindantes. Allí producen 15 mil litros de leche por día y fabrican más de 500 silos por año. Poseen unas 5000 cabezas de ganado vacuno, y la mayoría de las familias, un tambo. También cultivan papa, rábano, pepino, calabaza, cebolla, ají, zanahoria, girasol, lechuga, repollo, y cilantro, crían aves de corral, cerdos y caballos.
Todas las fábricas menonitas reciben inspecciones estatales y sus productos alimenticios cuentan con aprobación del Servicio Nacional de Sanidad y Calidad Agroalimentaria (Senasa). Cada colonia cuenta con una entidad a través de la cual venden al resto de Argentina sus quesos, pasta de mozzarella, trigo, muebles, aberturas y demás productos en madera, herrería, silos y otros implementos para el agro. La colonia de Guatraché tienen 8 sitios donde fabrican silos, que son vendidos principalmente en la Región Pampeana. Los muebles fabricados poseen gran prestigio y son realizados con madera de caldén.
Los laboriosos menonitas son también responsables de la gran revolución agrícola que se ha dado en Paraguay en las últimas décadas, desplazando en varios casos a Argentina justamente en el sector que estaba entre sus fortalezas pasadas. En el pasado, Paraguay importaba leche. Sin embargo, gracias a los menonitas, hoy en día la empresa Lactolanda es la principal empresa láctea de dicho país, abasteciendo al consumo interno paraguayo y exportando además a más de 20 países. En 2010 se estimaba que las familias menonitas trabajaban alrededor de 2 millones de hectáreas en Paraguay, llegando a exportar en 2014 el doble de carne que Argentina y superándola también en la exportación de soja.
Los menonitas de Bolivia (que a 2015 trabajaban 650 mil hectáreas), en tanto, son los responsables de que actualmente Bolivia exporte soja y otros commodities.
En 2021, inspirados por las exitosas técnicas utilizadas por los menonitas de Paraguay, un grupo de ganaderos de Las Lomitas, Provincia de Formosa, creó su agrupación local dentro de la Asociación Argentina de Consorcios Regionales de Experimentación Agrícola (más conocida como Grupo CREA) con el fin de poner en práctica dichas técnicas en esa provincia argentina. Los menonitas de Paraguay, con sus cosechas de agua de lluvia en una amplia región en la que apenas caen 400 milímetros anuales, preservan los bosques nativos con isletas de árboles entre los campos cultivados para la sombra y el bienestar animal. Entre los inversores de este grupo local se encuentran Ernesto Galperin, dueño de la curtiembre Sadesa S.A. y padre de Marcos (el creador de MercadoLibre), el banquero Federico Tomasevich, la familia Urquía de Aceitera General Deheza (AGD), y los Otero de Bio 4 (Bioetanol Río Cuarto S.A.), los cuales, de acuerdo a la prensa, "están cambiando la actividad con manejo inteligente, genética y riego". Uno de los impulsores del CREA Las Lomitas fue Ignacio Aristi de Bragado (quien desarrolla la ganadería intensiva alimentada a pasto natural como exigen los consumidores globales). De los menonitas también tomaron la construcción de canales que van a una represa inteligente.

## Emigración de menonitas desde Argentina
Argentina no solo ha sido receptora de menonitas étnicos, sino que también es emisora, es decir, hay familias menonitas que abandonan el país. En 2019, Cornelio, carpintero de la colonia La Nueva Esperanza de Guatraché, le contó a El Tribuno que en 1986, la llegada de las familias menonitas a Guatraché procedentes de México se dio porque en las colonias de México había ingresado "el mal", es decir, demasiada tecnología y modernización, lo que, según su visión, en el ámbito rural "solo hacen vago al hombre". Y, al mismo tiempo, se lamentaba de que actualmente la colonia menonita de Guatraché está tomando el mismo camino. "De acá a 2-3 años esto va para lo mismo"- dijo en esa ocasión.
Efectivamente, la colonia de Guatraché es la más conservadora de Argentina, pero aun así recibe contingentes de turistas y los menonitas se muestran cálidos y hospitalarios, incluso brindando un almuerzo de comidas típicas a los turistas. Fuera de la ferretería de la colonia, el dueño ha instalado un espacio de juegos infantiles (por ejemplo, columpios) para que los niños que vienen desde fuera de la colonia, como los hijos de sus clientes, puedan jugar con los niños menonitas. El hecho de que los menonitas disfruten de la interacción, sin embargo, no modifica las reglas de las colonias tradicionalistas y, por tanto, profundizar en ese camino para ellos es una tentación problemática: cuanto más cerca se encuentra el peligro de asimilación, más cerca podría estar su partida de la colonia o del país.
En nuestros días, la principal situación que está provocando la emigración de los menonitas hacia otros países es que ya no tienen tierras para expandirse. Por ese mismo motivo, ya en 1995, un grupo de familias de la colonia de Guatraché había tenido que irse a Santiago del Estero (fundado la colonia ubicada a 5 km de Pampa de los Guanacos), donde las áridas tierras son más económicas pero, como contrapartida, hacen que tengan que dejar de lado la siembra tradicional para dedicarse casi exclusivamente al tambo y a la elaboración de quesos. Solo una política pública orientada a evitar el desarraigo de las laboriosas familias menonitas podría remediar esta pérdida. Uno de los destinos de los que se van es Bolivia.
Así, los menonitas siguen el camino que les impone su estilo de vida. No obstante, no se encuentran exentos de sentimientos y nostalgia por el país que dejan atrás: justamente, en 2020, un entrevistador amateur en una de las colonias menonitas ubicadas en el Departamento de Santa Cruz, Bolivia, descubrió con sorpresa que a sus mamelucos les cosen la bandera argentina (Kapléx (2020). «Así es la vida en una colonia menonita ultra conservadora». www.youtube.com (YouTube).  Escena en 15:02. ). Esta situación se sigue dando pese a que ya hace décadas que debieron abandonar Argentina por falta de tierras. El entrevistado, Isaac (de 20 años al momento del reportaje), relató que él había nacido en Bolivia, pero que todos sus hermanos mayores habían nacido en Argentina. Pese al paso de las décadas, su familia continúa importando las banderitas de Argentina para que las lleven cosidas en sus prendas. Actualmente, su padre fabrica silos en esa colonia de Bolivia.

## "Crisol de razas" y coerción estatal
En el siglo XIX, Argentina estableció una política estatal de "integración", intencionalmente orientada a diluir las identidades étnicas particulares. Este hecho ha sido denominado en el ámbito nacional con el término «crisol de razas» (equivalente al melting pot «crisol de fundición» estadounidense) compartiendo con  más habilitantes la que los inmigrantes traen Dicho modelo de "crisol de razas" es contrapuesto al modelo de mosaico cultural, el cual no solo tolera, sino que celebra las diversidades culturales permitiendo que las comunidades sean lo que realmente son. Este segundo modelo ha sido aplicado, por ejemplo, en Canadá o históricamente en Suiza.[cita requerida]
El modelo de "crisol de razas", el mismo ha sido sostenido de modo más o menos variable por los sucesivos gobiernos de Argentina, las instituciones educativas y los medios de comunicación más influyentes.En Argentina, la comunidad menonita, una denominación religiosa anabautista, ha estado involucrada en diversas denuncias y situaciones legales. Algunas de estas incluyen acusaciones de acaparamiento de tierras, denuncias por violencia de género y controversias relacionadas con la educación de sus hijos
Las mismas no solo llevaron una mayor afluencia de menonitas que se dio en Argentina, permitieron el despliegue de una mayor riqueza cultural, ya que no se obliga a los menonitas a abandonar su cultura, ni su idioma. En cambio, han sido invitados a sumarse a la sociedad desde su propia identidad, sin buscar neutralizarlos, ni diluirlos. Por ejemplo, las colonias menonitas de Paraguay tienen nombres en alemán y sus calles también (no sería propio de su cultura que ellos las llamaran en castellano), y así es como las reconocen el Estado paraguayo y los mapas paraguayos. Este respeto cultural llevó a que incluso recibieran inversiones desde Alemania.
El paradigma del crisol de razas que busca la dilución de las identidades culturales[cita requerida] puede incluso actuar de manera inconsciente en muchas personas que han crecido dentro de él. La visión paternalista inherente a dicho modelo se parece más a apenas tolerar las diferencias (diferencias frente a las que se espera tengan algún tipo de fecha de "caducidad" en algún momento), que a ayudarlos (o al menos no ser un obstáculo) para que ellos sean lo que realmente son. Acciones incluso individuales y en apariencia inocentes -aunque a menudo repetidas- como insistir o festejar el hecho de que una comunidad adopte las costumbres más o menos pintorescas del resto de la población son maneras comunes en que puede expresarse el deseo de que una determinada comunidad se asimile. Es decir, se espera que ellos adopten una cultura extraña, lo cual va más allá del mero cumplimiento de las leyes locales. La coerción orientada a que un grupo se asimile es siempre unidireccional, es decir, se pretende que la comunidad extranjera adopte la identidad local como una esponja, suplantando la propia (hábitos, modismos, etc.) en lugar de ser una oportunidad para que ambos grupos se enriquezcan con elementos de la cultura ajena, o al menos simplemente acepten sus diferencias con madurez, respetando el legado ancestral de cada uno, sin pretender convertir al otro en una cáscara vacía al que de su historia previa solo le quede su aspecto físico y su apellido.
En algunos países de la región, si bien los han dejado asentarse, a menudo las autoridades locales tienden de coerción estatal hacia las comunidades de los menonitas, que se parece más a tolerarlos que a permitirles ser ellos mismos, con toda la riqueza de su cultura. En Suiza, por ejemplo, el hecho de que se permita que haya comunidades que hablen, se eduquen y tengan sus topónimos en alemán, en francés y en italiano, de ninguna manera hace que los políticos digan que Suiza tiene menos soberanía por ello, y lo mismo sucede con las poblaciones francófonas de Canadá. Sin embargo, en los países cuyos funcionarios se rigen por un paradigma de crisol de razas la coerción estatal y la vigilancia cultural pueden llegar a ser muy intensas (y estresantes para la comunidad establecida), pues en el fondo lo que se busca es la dilución cultural de las diferencias, es decir, que ellos dejen de ser quienes son, ahora mismo o un poco más tarde.

## Asimilación
No todos los menonitas étnicos o sus descendientes viven apartados del resto de la sociedad conservando su idioma y tradiciones. Los menonitas de Rusia que han emigrado desde Canadá a diferentes países de América Latina han sido, precisamente, los más apegados a sus tradiciones y estilo de vida sencillo. Estos menonitas rechazan la cultura de masas, el individualismo, el consumismo, la ostentación de riqueza (desean llevar una "vida sencilla"), la militarización (son pacifistas), etc. Frente a cada uno de los intentos estatales de asimilación forzosa que han sufrido, han optado por retirarse y buscar otro lugar donde poder vivir de acuerdo a su idiosincrasia.
Las principales iglesias menonitas de las Américas, por tanto, no representan a estas personas como grupo étnico, algo que mucha gente ignora.
Los menonitas étnicos que viven "aislados" no son los que abren las iglesias menonitas que se encuentran en algunas ciudades de Argentina o en otros lugares del mundo.
Las principales iglesias menonitas (que no es lo mismo que decir "de menonitas étnicos") son multiétnicas, sus fieles se visten como el resto de las personas y no adhieren al principio de "separación del mundo". Esto hace que los menonitas étnicos dependan de las propias congregaciones que ellos han creado dentro de sus aldeas. Pese a ello, es usual que las principales iglesias menonitas de Norteamérica contacten a los menonitas étnicos para que "se abran" y los insten a hacer proselitismo, algo a lo que ellos se niegan.
Asimismo, algunos menonitas jóvenes nacidos en las colonias más conservadoras de México, Paraguay o Bolivia, muchas veces tienen el deseo de conocer a sus familiares que quedaron en Canadá, lo que hace que en algunos casos quieran viajar y se cuestionen porqué ellos viven de manera más conservadora si sus tíos o primos de Canadá viven de manera diferente. Desde 1950, Canadá ha recibido muchos jóvenes menonitas nacidos en México que van a encontrarse con sus familiares. Una de las primeras motivaciones para esta emigración ha sido la económica.
Con todo, tanto en Canadá y Estados Unidos, pero también en México y Paraguay existen muchos descendientes de menonitas de Rusia que llevan una vida "moderna" por su propia decisión. Es decir, viven en ciudades, tienen automóviles, se visten como el resto de la gente y su pareja es de otra ascendencia y religión. Naturalmente, tras cada una de las medidas forzosas que han ido aplicando los diferentes Estados, existen grupos más tradicionales que se van, pero también están los que se quedan. Una parte de los que se quedan son los que terminan abriéndose. El resto de los que se quedan siguen viviendo de manera tradicional, solo que bajo un estrés mucho mayor, al tener que resistir el asedio de las medidas estatales.
Como es lógico, la asimilación de los menonitas lleva a que se destaquen en áreas que son muy distintas a sus actividades tradicionales, logrando notoriedad social. Por ejemplo, Matt Groening, el creador de Los Simpson, el actor Brendan Fehr, o la escritora y actriz Miriam Toews, entre muchos otros.
En lo que respecta a los "menonitas de la Vieja Orden" que emigraron a Estados Unidos hace siglos desde Suiza, el sur de Alemania y la zona alemana limítrofe con Francia (no confundir con los menonitas de Rusia), probablemente el descendiente más famoso sea Dwight D. Eisenhower, 34.º Presidente de los Estados Unidos (1953–1961). El ancestro directo de Eisenhower, Hans Nicol Eisenhauer, fue un alemán menonita que se estableció en Lancaster, Pensilvania, en 1741. Aunque aún quedan menonitas y amish en Estados Unidos viviendo apartados, la mayoría de los que emigraron en aquellas lejanas épocas no conservaron sus tradiciones, fundiéndose con el resto de la población, tal como lo hizo el ancestro del expresidente Eisenhower. Como contrapartida, los descendientes de los menonitas que continuaron viviendo apartados hasta nuestros días presentan una bajísima deserción.
En América Latina, existen al menos 2 youtubers menonitas (y a la vez tiktokers) que suelen compartir experiencias sobre sus respectivas comunidades: una es Marcela Enns (1992) de México, cuyo usuario es Mexicana menonita, y el otro es Gerardo Rempel (2003) de Bolivia, cuyo usuario es Gerardo Menonita.
Existen principalmente 2 maneras en que se da el proceso de "modernización" entre los menonitas tradicionales que viven "aislados", lo que los lleva a cambiar también de denominación o afiliación dentro de la religión menonita. El primero surge del propio deseo de cambiar. Por ejemplo, en las décadas de 1950 y 1960, los menonitas de Paraguay decidieron modernizarse por propia voluntad, lo que marcó una revolución en su modo de vida y producción dentro de ese país. Cambiaron su modo de vestir, incorporaron más tecnologías, etc. Algunos menonitas no lo vieron bien, preguntándose entonces para qué habían abandonado Canadá en su momento. Si bien esto llevó a que algunos se fueran de Paraguay, la mayoría acompañó la modernización porque fue una decisión tomada por la propia comunidad (no una imposición desde afuera).
El otro modo en que se da el proceso de cambio es bastante más traumático: la expulsión de la colonia. En las colonias conservadoras de Bolivia, por ejemplo, muchos menonitas fueron expulsados por no adaptarse del todo a reglas tan estrictas (violación reiterada de las normas). Por tanto, con ayuda de los menonitas modernos de Canadá, los expulsados de Bolivia pudieron comprar tierras en ese mismo país y fundar su propia colonia, que es menos estricta.
Esta posibilidad de rebelarse sin por ello perder todos los lazos con su comunidad solo la tienen cuando los asentamientos menonitas son lo suficientemente numerosos. Cuando las colonias apenas tienen algunas familias, el control social es más eficaz, dado que un disidente no siempre tiene otro disidente para unirse. O eventualmente 2 disidentes tampoco podrán formar una colonia, ni tendrán el dinero suficiente para comprar tierras. Una buena parte de las colonias de Bolivia se ubican a pocos km de la ciudad de Santa Cruz de la Sierra. Por eso, algunos de los expulsados de esas colonias, y que no pudieron formar otra colonia, hoy residen individualmente en dicha ciudad. Sin embargo, eso no necesariamente significa que estén felices de residir fuera de su colonia, sino que hubieran deseado modernizar su colonia. En su caso, emigrar a comunidades más modernas de Paraguay es una de las opciones para poder estar entre gente afín.
La expulsión de la colonia no solo es traumática porque la persona queda fuera de esa rama de la religión (que sería lo de menos) y porque no podrá volver a visitar a sus familiares (porque finalmente resultaría en intensa propaganda contraria a la colonia, lo que quebraría las reglas internas), sino porque fundamentalmente significa también la expulsión del propio grupo étnico (a menos que haya algún otro grupo de menonitas al cual se puedan unir). Es decir que el hecho de que un menonita pueda estar en desacuerdo con acatar todas las reglas de la colonia en la que nació (por ejemplo, algunos jóvenes quieren tener su propio teléfono celular o una moto), no significa que no quieran estar entre su gente. Por ejemplo: si un argentino católico fuera excomulgado por la Iglesia católica, aún seguiría viviendo entre argentinos y por tanto podría seguir hablando su idioma, comiendo sus comidas típicas, etc. En cambio, muy diferente sería el caso de ser excomulgado por la Iglesia católica y a la vez expulsado de la Argentina, no pudiendo ver más a sus padres ni hermanos y teniendo que vivir entre otros grupos étnicos.
Por esta razón, para los menonitas expulsados de las colonias más tradicionales, es muy importante tener otras colonias menonitas donde ir, no necesariamente ya por motivos religiosos, sino por el aspecto étnico, es decir, la posibilidad de volver a compartir con su gente, personas que hablen el bajo alemán, hayan tenido una historia similar para comprenderse y apoyarse, hagan sus mismas comidas, etc.

## Diferencias con los amish

### Diferencias fundantes
Los menonitas del delta del Vístula (y más tarde de Rusia) no deben confundirse con los anabaptistas amish de Estados Unidos, aunque ambos grupos sean anabaptistas (se bautizan a los 18 años) y rechacen o limiten las comodidades modernas o la tecnología.
Los menonitas de Rusia se formaron como grupo étnico en Europa, mientras que los amish se consolidaron como grupo étnico en Estados Unidos.
Los menonitas de Rusia descienden de holandeses y alemanes del norte de Alemania y hablan plautdietsch (bajo alemán menonita), además de haber vivido aislados en Europa (en Prusia y luego en Rusia) hasta la segunda mitad del siglo XIX (y en algunos casos hasta mediados del siglo XX). Los menonitas de Rusia son descendientes directos de los seguidores históricos de Menno Simons, de allí surgió su nombre ("Menno"). Sus ancestros siguieron a Menno Simons mientras este vivía y sus descendientes continúan con sus preceptos, sin cambiar de denominación.
En cambio, los amish son descendientes de suizos y alemanes del centro-oeste (como Alsacia) y del sur de Alemania, los cuales en el siglo siglo XVIII (alrededor de 1730) emigraron al estado de Pensilvania (Estados Unidos), conservando en Estados Unidos su idioma alemán (ya estabilizado en 1 solo dialecto). Así, aislados desde entonces en Estados Unidos, se afianzaron como grupo étnico. En su caso, hablan un dialecto del alto alemán, el alemán de Pensilvania, muy similar al dialecto alemán del Palatinado. El punto en común es que los amish también son anabaptistas y rechazan las comodidades modernas. Sin embargo, los amish, aunque fueron menonitas en su propia región europea, hace siglos que ya no se referencian con Menno Simons sino con el suizo Jakob Ammann (justamente del apellido Ammann surgió la denominación "amish"). En 1693 el suizo Ammann, que era menonita, predicó en Suiza y luego en la Alsacia germana 1 siglo más tarde de que lo hiciera Menno Simons, con el fin de reformar la Iglesia menonita de Suiza y el sur de Alemania. Como sus esfuerzos fracasaron, decidió separarse de las congregaciones menonitas, dando origen a su propia línea.
Así, si bien todos los menonitas son anabaptistas, no todos los anabaptistas son menonitas.
Cuando Jakob Ammann predicaba en Suiza, ya hacía muchos años que los ancestros de los menonitas de Rusia vivían refugiados en Prusia, en colonias aisladas. Así, las creencias de los menonitas y los amish tomaron rumbos diferentes en el siglo XVII (1693).
Del mismo modo, los menonitas de Rusia tampoco deben ser confundidos con los llamados menonitas de la antigua orden (en inglés: Old Order Mennonites) de Estados Unidos, los cuales viven muy cerca de los amish, llegaron en la misma época, también tienen un origen suizo y alemán y hablan alemán de Pensilvania. Los "menonitas de la antigua orden" también se consolidaron como etnia en Estados Unidos, principalmente en Pensilvania. A lo largo de los años, las conversiones de amish a menonita (ya sea de amish a "menonitas de la antigua orden" o a la versión menonita liberal de las ciudades) o de "menonitas de la antigua orden" a amish han sido comunes dentro de Estados Unidos (esto no incluye a los menonitas de Rusia). Sin embargo, el hecho de que los amish puedan convertirse en menonitas, obviamente no hace que cambien de grupo étnico, ni de apellidos, ni su lengua. Se convierten, así, en menonitas de ascendencia amish (siguen étnicamente separados de los menonitas de Rusia). Solo una minoría de todos los amish que emigraron a Estados Unidos se mantuvo aislada, formando dicho grupo étnico. Como contrapartida, los descendientes de los amish que se mantuvieron aislados hasta nuestros días también presentan una bajísima deserción.
Actualmente, casi dos tercios de los amish viven en 3 estados de Estados Unidos: Ohio, Pensilvania e Indiana. La ciudad de Lancaster (y sus alrededores), en Pensilvania, es el epicentro de los asentamientos amish. Sin embargo, debido al aumento en el precio de la tierra, algunos amish han tenido que migrar estableciéndose en otras áreas de Estados Unidos. Con el correr de los años, los amish se han dividido en una gran cantidad de afiliaciones, cada una de las cuales tiene un nombre específico, fruto de sus diferentes opiniones sobre cómo vivir. Así, por ejemplo, están los amish de la Vieja Orden, los amish de la Nueva Orden (en inglés: New Order Amish), y muchos más.
Respecto a sus prácticas religiosas, los menonitas de Rusia construyen sus iglesias (edificios para tal fin). En cambio, la mayoría de las congregaciones amish (de la Vieja Orden) no tienen iglesias, sino que realizan sus oficios en alguna casa, usualmente denominada casa amish. Para esto se basan en el Nuevo Testamento, específicamente en Hechos 17:24.
Los apellidos más comunes entre los menonitas de Rusia son de origen holandés, y también los hay del norte de Alemania: Friesen, Penner, Reimer, Dyck/Dick/Dueck, Wiebe, Klassen, Peters, Giesbrecht, Hiebert, Doerksen/Derksen/Duerksen, Funk, Kehler, Toews, Neufeld, Thiessen, Barkman, Loewen, Rempel, Martens, Harder, Kroeker, Unger, Hildebrand(t), Enns, Sawatzky, Fast, Schroeder, Braun, Froese, Fehr, Kornelsen, etc.
En cambio, los apellidos más comunes entre los amish muestran su origen germano suizo o del sur de Alemania: Stoltzfus (un apellido extremadamente común entre los "menonitas de la antigua orden" y los amish, siendo todos descendientes de Nicholas Stoltzfus (1719–1774), un amish que emigró de Alemania a Estados Unidos en 1766), Yoder (otro apellido sumamente común entre los amish, cuyo origen se encuentra en el Cantón de Berna), Peachy (alteración de Bitsche), Lapp, King, Beiler, Lehmann, Miller, Smucker (alteración de Schmucker), Schwartz, Weaver (traducción de Weber), etc.

### Diferencias estéticas
A simple vista, es posible diferenciar a los amish de los menonitas de Rusia por una serie de características, las cuales incluyen su ropa y, en algunos casos, su fenotipo, es decir, sus características físicas.
Por ejemplo, los hombres menonitas de Rusia se afeitan su barba bien al ras durante toda su vida. En cambio, los amish solo se afeitan mientras son solteros (etapa que dura poco), mientras que una vez que se casan, deben dejarse la barba (con excepción del bigote, al cual lo tienen prohibido por considerarse un adorno, o bien algo propio de los ejércitos). La regla de la barba larga para los amish casados fue determinada por el suizo Ammann en el siglo XVII y así continúan.
Al mismo tiempo, los hombres menonitas de Rusia llevan el pelo corto y bien rebajado, con orejas descubiertas, como es muy común también al resto de los varones de buena parte del mundo. En cambio, los hombres amish suelen tener cortes de pelo en bloque (como el corte taza), lo que hace que tengan algunos mechones más largos, y usan sombreros de paja. A veces, el pelo de los costados en los hombres amish puede llegar a cubrirles un poco las orejas.
Además, los hombres amish visten camisas de colores sólidos (por ej.: blanco, azul) y pantalones oscuros sujetados con tirantes. Los pantalones y sacos que llevan los hombres amish suelen ser de un negro muy profundo, lo que les da un aspecto más formal o severo. En cambio, los menonitas de Rusia usan jardineros y camisas frecuentemente a cuadros, lo que evoca más su trabajo físico (aunque ambas comunidades trabajan ellas mismas la tierra llevando una vida sencilla). Asimismo, los amish pueden llevar sacos, pero sin botones, sujetando a estos con ganchos (dado que los botones se considerarían adornos).
Con respecto a las mujeres, las menonitas de Rusia suelen vestir pañuelos con flecos (pañuelos blancos para solteras y negros para casadas) y amplios sombreros con una cinta (generalmente cinta marrón si son casadas y de otro color -como por ejemplo azules, violetas o verdes- si son solteras). Asimismo, las niñas menonitas de Rusia llevan esmeradas trenzas. En cambio, las amish suelen llevar un rodete tirante y una kapp (también llamada prayer covering), una especie de cofia, lo que refuerza su aspecto más severo o estático. A su vez, cuando las amish viajan, encima de su kapp se ponen el Amish bonnet, un bonete muy característico de las amish. El color del bonete de las amish es diferente sobre la base de si son solteras o casadas.
En lo que respecta a los vestidos, las menonitas de Rusia solteras suelen llevar vestidos floreados (flores u otros dibujos grandes), los cuales son más oscuros conforme van creciendo (y pueden llevar un delantal negro encima), mientras que las amish visten en colores sólidos y oscuros (generalmente lavanda o azul), lo que les da un aspecto más uniforme. De hecho, no es raro que un grupo de mujeres amish compre una gran cantidad de tela de un solo color, y todas se hagan el mismo vestido, dando un aspecto de gran uniformidad (lo que puede recordar a antiguas enfermeras).
Ya en el orden fenotípico, la incidencia del cabello rubio, en especial la del rubio extra claro, es bastante menor en los amish, no siendo raro que tengan cabello castaño (lo cual en los hombres puede resaltar aun más su típico corte de cabello en bloque y su barba larga sin bigote).

### Conversión de un grupo de amish en menonitas y estética propia
Entre 1862 y 1878, como resultado de una corriente de reforma entre los amish estadounidenses, surgieron diferentes congregaciones entre los amish de ese país. Entre ellas, un grupo de amish se alejó de las antiguas tradiciones amish y se acercó a los menonitas de Estados Unidos (no a los menonitas de Rusia), convirtiéndose en "Menonitas amish" (en inglés: Amish Mennonites), es decir, en menonitas de origen amish. Con el tiempo, los menonitas amish han tratado de borrarse el término amish, comenzando a presentarse como "menonitas" a secas. Sin embargo, esto no hace que sean iguales a los menonitas de Rusia: siguen diferenciándose en origen, apellidos, historia, idiosincrasia (otros lugares de origen en Europa y varios siglos en Estados Unidos), lengua y vestimenta. En su lugar, les resulta más sencillo fusionarse con los "menonitas de la antigua orden" de Estados Unidos, los cuales también hablan alemán de Pensilvania y tienen el mismo origen dentro de Europa.
Como se puede ver, además de las distinciones religiosas o del código de vestimenta, las diferencias estriban en el hecho de que no solo se trata de religiones, sino de grupos étnicos diferentes. Tanto los menonitas de Rusia como los amish y/o los "menonitas de la antigua orden" de Estados Unidos, no son solo grupos religiosos, sino grupos étnicos, con historias, genealógicas y lenguas propias.
Más concretamente, la confusión surge porque, a lo largo del tiempo, 1 sola palabra ha sido usada para referir 2 cosas distintas (religión y etnia). El proselitismo generando por la iglesia menonita liberal de Estados Unidos, que generó muchos conversos de otros orígenes étnicos, acentuó la imprecisión del término. Esta situación ha hecho que algunos autores propongan el término de "menonitas étnicos" para diferenciarlos de cualquier otra persona que se convierta a la religión menonita sin pertenecer a dicha etnia. Sin embargo, como se ve, hay por lo menos 2 grupos de menonitas étnicos diferentes, los cuales carecen de un término que los identifique como etnia y no como religión.
En la década de 1960, además, un grupo de amish se dividió de la rama principal creando la rama de los "amish de la Nueva Orden" (en inglés: New Order Amish), con el fin de prohibir más terminantemente el tabaco y el alcohol, además de permitir el proselitismo (salir a evangelizar, algo que los grupos más conservadores no hacen), adoptar el inglés, etc.
Estéticamente, hay algunas características de los "amish menonitas" que también son válidas para los "amish de la Nueva Orden" : usan pantalones muy oscuros (como los amish), pero van afeitados aunque estén casados (una característica tomada de los menonitas), o al menos se recortan la barba. En tanto, las mujeres "amish menonitas" como las "amish de la Nueva Orden" llevan vestidos de colores un poco más claros que los vestidos de las amish, confeccionados con telas a veces de floreados muy pequeños (las cuales, vistas de lejos, pueden dar el aspecto de ser de colores sólidos como las amish), algo que igual queda a mitad de camino con los grandes floreados o estampados de las menonitas de Rusia. Con todo, las "amish menonitas" y "amish de la Nueva Orden" siguen siendo fácilmente reconocibles más allá del vestido, ya que continúan llevando rodete y kapp (la cofia), algo que las menonitas de Rusia no llevan. Las menonitas de Rusia suelen llevar pañuelos de largos flecos y eventualmente amplios sombreros con cintas, pero jamás cofias.
Respecto a la lengua, si en lugar de hablar plautdietsch (bajo alemán menonita), se dicen menonitas que hablan alemán de Pensilvania, el trasfondo amish queda más que evidenciando.
Ya en un orden más general, los menonitas de Rusia se muestran tímidos y campechanos, mientras que los "amish menonitas" o los "amish de la Nueva Orden" de Estados Unidos pueden tener un aspecto mucho menos retraído. Los siglos que llevan los amish viviendo "aislados" pero a la vez a escasos km de ciudades globales como Washington D. C. y Nueva York, hacen que miren al resto del mundo sin grandes sorpresas.
En Estados Unidos, además de las "amish menonitas" o los "menonitas de la Vieja Orden", existen otros grupos que dicen ser menonitas, las cuales se han fundado ahí mismo, en Estados Unidos, pero no tienen relación con los menonitas de Rusia. Así, la trazabilidad de los grupos de menonitas de Estados Unidos puede ser compleja. Sin embargo, como el plautdietsch (bajo alemán menonita) solo es hablado por los menonitas de Rusia, indagar sobre la lengua materna de la colonia en cuestión suele ser la manera más fácil y rápida de decantar unos de otros, sin importar cómo se presenten o vistan.

### Proselitismo amish "de la Nueva Orden"
Los menonitas de Rusia tradicionales (congregaciones Altkolonier) rechazan hacer proselitismo. Es decir, no quieren convencer a nadie de sus creencias, ni quieren hacer que otros vivan como viven ellos. Se trasladan a otros países con el fin de vivir tranquilos y trabajar. Viven en colonias dispersas en Canadá y varios países de América Latina, y tienen sus propias iglesias, lejos de las iglesias menonitas liberales de Estados Unidos. Lo mismo es aplicable para los "menonitas de la antigua orden" (aunque vivan en Estados Unidos) y para los "amish de la Vieja Orden" (también llamados amish a secas, lo que desde la década de 1960 resulta impreciso). Las colonias de estos 3 grupos son genuinos lugares de asentamiento. No se establecen para hacer misiones, ni tampoco están de acuerdo con evangelizar, ni convencer a nadie de la vida que llevan a través de reportajes, ni eventos. Por eso se asientan en lugares apartados, lo que, por otro lado, no les impide mantener relaciones cordiales con el resto de la sociedad, ya sea con sus vecinos o quienes se les acercan.
Sin embargo, las organizaciones menonitas y anabaptistas de Estados Unidos, dirigidas en muchos casos por estadounidenses conversos de diferentes etnias, no están de acuerdo con la postura de los menonitas étnicos, y los instan a hacer proselitismo. No obstante, la cooperación de los menonitas étnicos conservadores ha sido nula en este aspecto. Por eso, las iglesias menonitas que se encuentran en diferentes ciudades de las Américas fueron abiertas a través de misioneros (de cualquier origen) enviados desde Estados Unidos, es decir, son un trabajo totalmente independiente a los menonitas étnicos. Los menonitas étnicos que viven aislados no responden a esas iglesias menonitas liberales de las ciudades.
Pero desde la década de 1960, un caso diferente en este respecto son los "amish de la Nueva Orden" (en inglés: New Order Amish), una versión mucho más estadounidense de los amish: muchos de ellos ya hicieron el cambio de lengua desde el alemán de Pensilvania hacia el inglés, aceptan conversos (lo que hace que tengan gente de diferentes etnias por más que se vistan similares), sus hombres pueden afeitarse las barbas, aceptan más la tecnología y hacen proselitismo. Este último punto es un dato crucial, ya que, a diferencia de los menonitas de Rusia que forman colonias en diferentes países buscando la tranquilidad, los "amish de la Nueva Orden" podrían establecerse en algún país por un tiempo entregando folletos en plazas, o cantando villancicos en público y demás, lo que tiene un fin evangelizador. Estas acciones son opuestas a lo que hacen los menonitas de Rusia no asimilados (incluso los "menonitas de la antigua orden" de Estados Unidos) y los amish de la Vieja Orden, por lo que no deben ser confundidos unos con otros.

### Asentamiento amish "de la Nueva Orden" en Argentina
De acuerdo al diario Chicago Tribune, el 2015 fue un año histórico por una razón muy excepcional: los amish "de la Nueva Orden" establecieron sus primeras colonias en Sudamérica, más concretamente en Bolivia y Argentina. Siempre según ese medio, la razón habría sido que comunidades menonitas de estos 2 países contactaron a estos amish de Norteamérica para evaluar la posibilidad de unirse a ellos, ya que se sentían demasiado aislados. En años recientes, los menonitas de Bolivia y Argentina han sufrido problemas financieros y un mayor aislamiento social, por lo cual le escribieron a una casa editora de libros amish en Canadá y eventualmente contactaron a un grupo amish de la Nueva Orden de Ohio, el cual le permite a sus miembros, bajo ciertas circunstancias, hacer viajes en avión. Luego de que líderes de los amish de Ohio viajaron a Sudamérica, despacharon a dos familias para que se asentaran en estos dos países y crearan comunidades a las que estos menonitas se pudieran incorporar.
Según el mismo medio, la colonia amish de Bolivia se llama Colonia Naranjita (120 kilómetros al sudoeste de la ciudad boliviana de Santa Cruz de la Sierra) y la colonia amish de Argentina se encuentra en una zona rural al este de la Provincia de Catamarca. Además, relató que los hombres menonitas en esas zonas han comenzado a dejarse crecer la barba como los amish, y una mujer amish de Ohio ha comenzado a tejer los sombreros típicos que usan las mujeres menonitas, para regalárselos a sus colegas.
Por supuesto, el resultado de esta convivencia experimental entre los miembros de estas comunidades bastante diferentes entre sí es aún impredecible.
En 2011 un pequeño grupo de 5 familias amish/menonitas provenientes de Canadá y Estados Unidos fundó su primera colonia en la Provincia de Salta. La misma se encuentra ubicada sobre el acceso norte de la localidad San José de Metán y se compone de 7 hectáreas. El pastor y principal miembro de la colonia, proveniente de Canadá, habla inglés. Los niños, en tanto, aprenden español en la única escuela del lugar. Asimismo, en el extremo norte de Salta, justo al lado de la frontera con Bolivia, también se radicaron algunos menonitas o amish, provenientes de Paraguay y Bolivia. El medio no distingue entre amish y menonitas.
De acuerdo a las imágenes distribuidas por la prensa nacional, las colonias de la Provincia de Salta han recibido familias amish o de ascendencia amish, las cuales se presentan como menonitas a secas. Por otro lado, la colonia de Metán anuncia que su iglesia está abierta a todo el resto de la comunidad todos los domingos, algo contrario a lo que hacen los menonitas de Rusia, que viven su religión de manera íntima.
Provincia de Salta
- Colonia Menonita de Metán, ubicada en San José de Metán (2011)
- Salvador Mazza